# Premier League 2014-15
La Premier League 2014-15 fue la vigésima tercera temporada de la máxima división inglesa, desde su creación en 1992. El Manchester City es el defensor del título, proclamándose campeón en la última jornada de la Premier League 2013/14 tras ganarle 2–0 al West Ham United con anotaciones del francés Samir Nasri y del belga Vincent Kompany.
Un total de 20 equipos participaron en la competición, incluyendo 17 equipos de la temporada anterior y 3 provenientes de la Football League Championship 2013/14. La temporada comenzó el 16 de agosto y finalizó el 24 de mayo de 2015.
El Chelsea se coronó campeón de la temporada con tres fechas de antelación el 3 de mayo de 2015, contra el Crystal Palace, con una anotación de Eden Hazard de segunda acción de pena máxima.

## Equipos participantes

### Ascensos y descensos
| Pos | Descendidos de Premier League |
| --- | ----------------------------- |
| 18º | Norwich City                  |
| 19º | Fulham                        |
| 20º | Cardiff City                  |

| Pos   | Ascendidos de la Championship |
| ----- | ----------------------------- |
| 1º    | Leicester City                |
| 2º    | Burnley                       |
| Prom. | Queens Park Rangers           |

### Datos de los equipos
| Equipo                                     | Ciudad              | Entrenador          | Estadio            | Aforo  | Marca          | Patrocinador       |
| ------------------------------------------ | ------------------- | ------------------- | ------------------ | ------ | -------------- | ------------------ |
| Arsenal                                    | Londres             | Arsène Wenger       | Emirates Stadium   | 60 338 | Puma           | Emirates           |
| Aston Villa                                | Birmingham          | Tim Sherwood        | Villa Park         | 42 682 | Macron         | Dafabet            |
| Burnley                                    | Burnley             | Sean Dyche          | Turf Moor          | 22 546 | Puma           | fun88              |
| Chelsea                                    | Londres             | José Mourinho       | Stamford Bridge    | 41 798 | Adidas         | Samsung            |
| Crystal Palace                             | Londres             | Alan Pardew         | Selhurst Park      | 26 255 | Macron         | Neteller           |
| Everton                                    | Liverpool           | Roberto Martínez    | Goodison Park      | 39 571 | Umbro          | Chang              |
| Hull City                                  | Kingston upon Hull  | Steve Bruce         | KC Stadium         | 25 400 | Umbro          | 12BET              |
| Leicester City                             | Leicester           | Nigel Pearson       | King Power Stadium | 32 262 | Puma           | King Power         |
| Liverpool                                  | Liverpool           | Brendan Rodgers     | Anfield Road       | 45 276 | Warrior Sports | Standard Chartered |
| Manchester City                            | Mánchester          | Manuel Pellegrini   | Etihad Stadium     | 47 405 | Nike           | Etihad Airways     |
| Manchester United                          | Mánchester          | Louis van Gaal      | Old Trafford       | 75 731 | Nike           | Chevrolet          |
| Newcastle United                           | Newcastle upon Tyne | John Carver         | St James' Park     | 52 405 | Puma           | Wonga              |
| Queens Park Rangers                        | Londres             | Chris Ramsey        | Loftus Road        | 18 360 | Nike           | Air Asia           |
| Southampton                                | Southampton         | Ronald Koeman       | St Mary's Stadium  | 32 589 | Adidas         | Veho               |
| Stoke City                                 | Stoke-on-Trent      | Mark Hughes         | Britannia Stadium  | 27 740 | Warrior Sports | bet365             |
| Sunderland                                 | Sunderland          | Dick Advocaat       | Stadium of Light   | 48 707 | Adidas         | Bidvest            |
| Swansea City                               | Swansea             | Garry Monk          | Liberty Stadium    | 20 750 | Adidas         | GWFX               |
| Tottenham Hotspur                          | Londres             | Mauricio Pochettino | White Hart Lane    | 36 284 | Under Armour   | AIA                |
| West Bromwich Albion                       | West Bromwich       | Tony Pulis          | The Hawthorns      | 26 445 | Adidas         | Intuit QuickBooks  |
| West Ham United                            | Londres             | Sam Allardyce       | Boleyn Ground      | 35 016 | Adidas         | Alpari             |
| Datos actualizados al 17 de marzo de 2015. |                     |                     |                    |        |                |                    |

### Cambios de entrenadores
| Equipo               | Entrenador (jornadas)                                             |
| -------------------- | ----------------------------------------------------------------- |
| Crystal Palace       | Keith Millen (1-2, 19-20) Neil Warnock (3-18) Alan Pardew (21-38) |
| West Bromwich Albion | Alan Irvine (1-19) Rob Kelly (20) Tony Pulis (21-38)              |
| Newcastle United     | Alan Pardew (1-19) John Carver (20-38)                            |
| Queens Park Rangers  | Harry Redknapp (1-23) Chris Ramsey (24-38)                        |
| Aston Villa          | Paul Lambert (1-25) Tim Sherwood (26-38)                          |
| Sunderland           | Gustavo Poyet (1-29) Dick Advocaat (30-38)                        |

### Equipos por condados

#### Condados de Inglaterra
| Región                | N.º | Equipos                                                                            |
| --------------------- | --- | ---------------------------------------------------------------------------------- |
| Gran Londres          | 6   | Arsenal, Chelsea, Crystal Palace, Queens Park Rangers, Tottenham y West Ham United |
| Gran Mánchester       | 3   | Burnley, Manchester City y Manchester United                                       |
| Merseyside            | 2   | Everton y Liverpool                                                                |
| Tyne y Wear           | 2   | Newcastle United y Sunderland                                                      |
| Midlands Occidentales | 2   | Aston Villa y West Bromwich Albion                                                 |
| Hampshire             | 1   | Southampton                                                                        |
| Leicestershire        | 1   | Leicester City                                                                     |
| Staffordshire         | 1   | Stoke City                                                                         |
| Yorkshire             | 1   | Hull City                                                                          |

#### Condados preservados de Gales
| Región              | N.º | Equipos      |
| ------------------- | --- | ------------ |
| Glamorgan del Oeste | 1   | Swansea City |

## Clasificación
| Pos. | Equipo                  | Pts. | PJ | G  | E  | P  | GF | GC | Dif. | Clasificación 2015-16                  |
| ---- | ----------------------- | ---- | -- | -- | -- | -- | -- | -- | ---- | -------------------------------------- |
| 1    | Chelsea (C)             | 87   | 38 | 26 | 9  | 3  | 73 | 32 | +41  | Fase de grupos de la Liga de Campeones |
| 2    | Manchester City         | 79   | 38 | 24 | 7  | 7  | 83 | 38 | +45  | Fase de grupos de la Liga de Campeones |
| 3    | Arsenal                 | 75   | 38 | 22 | 9  | 7  | 71 | 36 | +35  | Fase de grupos de la Liga de Campeones |
| 4    | Manchester United       | 70   | 38 | 20 | 10 | 8  | 62 | 37 | +25  | Play-offs de la Liga de Campeones      |
| 5    | Tottenham Hotspur       | 64   | 38 | 19 | 7  | 12 | 58 | 53 | +5   | Fase de grupos de la Liga Europa       |
| 6    | Liverpool               | 62   | 38 | 18 | 8  | 12 | 52 | 48 | +4   | Fase de grupos de la Liga Europa       |
| 7    | Southampton             | 60   | 38 | 18 | 6  | 14 | 54 | 33 | +21  | Tercera ronda previa de la Liga Europa |
| 8    | Swansea City            | 56   | 38 | 16 | 8  | 14 | 46 | 49 | −3   |                                        |
| 9    | Stoke City              | 54   | 38 | 15 | 9  | 14 | 48 | 45 | +3   |                                        |
| 10   | Crystal Palace          | 48   | 38 | 13 | 9  | 16 | 47 | 51 | −4   |                                        |
| 11   | Everton                 | 47   | 38 | 12 | 11 | 15 | 48 | 50 | −2   |                                        |
| 12   | West Ham United         | 47   | 38 | 12 | 11 | 15 | 44 | 47 | −3   | Segunda ronda previa de la Liga Europa |
| 13   | West Bromwich Albion    | 44   | 38 | 11 | 11 | 16 | 38 | 51 | −13  |                                        |
| 14   | Leicester City          | 41   | 38 | 11 | 8  | 19 | 46 | 55 | −9   |                                        |
| 15   | Newcastle United        | 39   | 38 | 10 | 9  | 19 | 40 | 63 | −23  |                                        |
| 16   | Sunderland              | 38   | 38 | 7  | 17 | 14 | 31 | 53 | −22  |                                        |
| 17   | Aston Villa             | 38   | 38 | 10 | 8  | 20 | 31 | 57 | −26  |                                        |
| 18   | Hull City (D)           | 35   | 38 | 8  | 11 | 19 | 33 | 51 | −18  | Descenso de categoría                  |
| 19   | Burnley (D)             | 33   | 38 | 7  | 12 | 19 | 28 | 53 | −25  | Descenso de categoría                  |
| 20   | Queens Park Rangers (D) | 30   | 38 | 8  | 6  | 24 | 42 | 73 | −31  | Descenso de categoría                  |

 Fuente: Marca
Notas:
1. ↑  Liverpool se clasificó a la fase de grupos de la Liga Europa de la UEFA 2015-16, ya que el campeón de la FA Cup 2014-15 (Arsenal), se clasificó a la fase de grupos de la Liga de Campeones de la UEFA 2015-16.
2. ↑  Southampton se clasificó a la tercera ronda previa de la Liga Europa de la UEFA 2015-16, ya que el campeón de la Copa de la Liga de Inglaterra 2014-15 (Chelsea), se clasificó a la fase de grupos de la Liga de Campeones de la UEFA 2015-16.
3. ↑  West Ham United se clasificó a la segunda ronda previa de la Liga Europa de la UEFA 2015-16, ya que Inglaterra recibió un cupo extra a dicho torneo, por ser una de las tres federaciones con mayor ranking de Fair Play de la UEFA, por lo que el equipo obtuvo el cupo al ser el equipo con mayor ranking de Fair Play de la Premier League.

### Evolución de las posiciones
| Jornada / Equipo      | 1  | 2  | 3  | 4  | 5  | 6  | 7  | 8  | 9  | 10 | 11 | 12 | 13 | 14 | 15 | 16 | 17 | 18 | 19 | 20 | 21 | 22 | 23 | 24 | 25 | 26 | 27 | 28 | 29 | 30 | 31 | 32 | 33 | 34 | 35 | 36 | 37 | 38 |
| Jornada / Equipo      |    |    |    |    |    |    |    |    |    |    |    |    |    |    |    |    |    |    |    |    |    |    |    |    |    |    |    |    |    |    |    |    |    |    |    |    |    |    |
| --------------------- | -- | -- | -- | -- | -- | -- | -- | -- | -- | -- | -- | -- | -- | -- | -- | -- | -- | -- | -- | -- | -- | -- | -- | -- | -- | -- | -- | -- | -- | -- | -- | -- | -- | -- | -- | -- | -- | -- |
| Chelsea2              | 1  | 2  | 1  | 1  | 1  | 1  | 1  | 1  | 1  | 1  | 1  | 1  | 1  | 1  | 1  | 1  | 1  | 1  | 1  | 1  | 1  | 1  | 1  | 1  | 1  | 1  | 1  | 1  | 1  | 1  | 1  | 1  | 1  | 1  | 1  | 1  | 1  | 1  |
| Manchester City       | 2  | 3  | 4  | 5  | 6  | 3  | 2  | 2  | 3  | 3  | 3  | 3  | 2  | 2  | 2  | 2  | 2  | 2  | 2  | 2  | 2  | 2  | 2  | 2  | 2  | 2  | 2  | 2  | 2  | 2  | 4  | 4  | 4  | 2  | 2  | 2  | 2  | 2  |
| Arsenal5              | 3  | 5  | 7  | 7  | 4  | 4  | 8  | 7  | 5  | 4  | 6  | 8  | 6  | 6  | 6  | 6  | 6  | 6  | 5  | 6  | 5  | 5  | 5  | 6  | 5  | 3  | 3  | 3  | 3  | 3  | 2  | 2  | 2  | 3  | 3  | 3  | 3  | 3  |
| Manchester United     | 14 | 13 | 14 | 9  | 12 | 7  | 4  | 6  | 8  | 10 | 7  | 4  | 4  | 4  | 3  | 3  | 3  | 3  | 3  | 3  | 4  | 4  | 3  | 4  | 3  | 4  | 4  | 4  | 4  | 4  | 3  | 3  | 3  | 4  | 4  | 4  | 4  | 4  |
| Tottenham Hotspur1    | 8  | 1  | 6  | 6  | 9  | 8  | 6  | 9  | 11 | 8  | 12 | 10 | 7  | 10 | 10 | 7  | 7  | 7  | 7  | 5  | 6  | 6  | 6  | 5  | 6  | 7  | 7  | 6  | 7  | 7  | 6  | 7  | 6  | 6  | 6  | 6  | 6  | 5  |
| Liverpool4            | 4  | 9  | 5  | 8  | 11 | 14 | 9  | 5  | 7  | 7  | 11 | 12 | 11 | 8  | 9  | 11 | 10 | 9  | 8  | 8  | 8  | 8  | 7  | 7  | 7  | 6  | 5  | 5  | 5  | 5  | 5  | 5  | 5  | 5  | 5  | 5  | 5  | 6  |
| Southampton           | 15 | 14 | 8  | 4  | 2  | 2  | 3  | 3  | 2  | 2  | 2  | 2  | 3  | 3  | 5  | 5  | 5  | 4  | 4  | 4  | 3  | 3  | 4  | 3  | 4  | 5  | 6  | 7  | 6  | 6  | 7  | 6  | 7  | 7  | 7  | 7  | 7  | 7  |
| Swansea City          | 5  | 4  | 2  | 3  | 5  | 5  | 5  | 8  | 6  | 6  | 5  | 7  | 8  | 7  | 8  | 9  | 8  | 8  | 9  | 9  | 9  | 9  | 9  | 9  | 9  | 9  | 8  | 9  | 9  | 8  | 8  | 8  | 8  | 8  | 8  | 8  | 8  | 8  |
| Stoke City            | 18 | 15 | 10 | 14 | 13 | 11 | 16 | 10 | 12 | 13 | 9  | 11 | 12 | 13 | 13 | 12 | 13 | 11 | 11 | 11 | 11 | 10 | 10 | 10 | 10 | 10 | 10 | 8  | 8  | 10 | 10 | 10 | 9  | 9  | 10 | 9  | 9  | 9  |
| Crystal Palace        | 13 | 18 | 19 | 17 | 15 | 9  | 15 | 16 | 16 | 17 | 17 | 15 | 14 | 15 | 15 | 16 | 17 | 18 | 18 | 18 | 15 | 13 | 13 | 13 | 13 | 13 | 12 | 12 | 12 | 11 | 11 | 11 | 11 | 12 | 12 | 12 | 12 | 10 |
| Everton               | 11 | 10 | 17 | 11 | 14 | 16 | 17 | 13 | 9  | 9  | 10 | 9  | 10 | 11 | 12 | 10 | 11 | 12 | 12 | 13 | 12 | 12 | 12 | 12 | 12 | 12 | 14 | 14 | 14 | 13 | 12 | 12 | 12 | 10 | 11 | 11 | 10 | 11 |
| West Ham United       | 16 | 8  | 11 | 13 | 8  | 13 | 7  | 4  | 4  | 5  | 4  | 6  | 5  | 5  | 4  | 4  | 4  | 5  | 6  | 7  | 7  | 7  | 8  | 8  | 8  | 8  | 9  | 10 | 10 | 9  | 9  | 9  | 10 | 11 | 9  | 10 | 11 | 12 |
| West Bromwich Albion  | 10 | 12 | 18 | 19 | 16 | 10 | 14 | 14 | 13 | 11 | 13 | 13 | 15 | 16 | 16 | 14 | 15 | 15 | 16 | 17 | 14 | 14 | 15 | 15 | 14 | 14 | 13 | 13 | 13 | 14 | 14 | 14 | 13 | 13 | 13 | 13 | 13 | 13 |
| Leicester City        | 12 | 16 | 15 | 12 | 7  | 12 | 12 | 15 | 17 | 18 | 18 | 18 | 20 | 20 | 20 | 20 | 20 | 20 | 20 | 20 | 20 | 20 | 20 | 20 | 20 | 20 | 20 | 20 | 20 | 20 | 20 | 20 | 18 | 17 | 16 | 15 | 14 | 14 |
| Newcastle United      | 20 | 17 | 16 | 20 | 20 | 20 | 19 | 18 | 14 | 12 | 8  | 5  | 9  | 9  | 7  | 8  | 9  | 10 | 10 | 10 | 10 | 11 | 11 | 11 | 11 | 11 | 11 | 11 | 11 | 12 | 13 | 13 | 14 | 14 | 15 | 17 | 17 | 15 |
| Sunderland5           | 9  | 11 | 13 | 15 | 17 | 17 | 13 | 17 | 18 | 15 | 14 | 14 | 13 | 14 | 14 | 15 | 14 | 14 | 14 | 14 | 16 | 16 | 14 | 14 | 15 | 16 | 16 | 16 | 17 | 17 | 15 | 16 | 16 | 18 | 18 | 16 | 15 | 16 |
| Aston Villa3          | 6  | 7  | 3  | 2  | 3  | 6  | 10 | 12 | 15 | 16 | 16 | 16 | 16 | 12 | 11 | 13 | 12 | 13 | 13 | 12 | 13 | 15 | 16 | 16 | 18 | 19 | 19 | 17 | 16 | 16 | 17 | 15 | 15 | 16 | 14 | 14 | 16 | 17 |
| Hull City4            | 7  | 6  | 9  | 10 | 10 | 15 | 11 | 11 | 10 | 14 | 15 | 17 | 17 | 17 | 18 | 19 | 19 | 17 | 17 | 15 | 18 | 18 | 18 | 18 | 16 | 15 | 15 | 15 | 15 | 15 | 16 | 17 | 17 | 15 | 17 | 18 | 18 | 18 |
| Burnley               | 19 | 19 | 20 | 18 | 19 | 19 | 18 | 19 | 20 | 20 | 20 | 19 | 19 | 18 | 19 | 17 | 18 | 19 | 19 | 19 | 17 | 17 | 17 | 17 | 19 | 18 | 18 | 19 | 18 | 18 | 18 | 19 | 20 | 20 | 20 | 19 | 19 | 19 |
| Queens Park Rangers13 | 17 | 20 | 12 | 16 | 18 | 18 | 20 | 20 | 19 | 19 | 19 | 20 | 18 | 19 | 17 | 18 | 16 | 16 | 15 | 16 | 19 | 19 | 19 | 19 | 17 | 17 | 17 | 18 | 19 | 19 | 19 | 18 | 19 | 19 | 19 | 20 | 20 | 20 |

Notas:
- 1 Posiciones de Queens Park Rangers y Tottenham Hotspur de la fecha 27 y 28 con un partido pendiente por la suspensión del encuentro entre ambos en la jornada 27.
- 2 Posiciones de Leicester City y Chelsea de la fecha 27 hasta la 34 con un partido pendiente por la suspensión del encuentro entre ambos en la jornada 27.
- 3 Posiciones de Aston Villa y Queens Park Rangers de la fecha 32 y 33 con un partido anticipado por el adelanto del encuentro entre ambos en la jornada 33.
- 4 Posiciones de Hull City y Liverpool de la fecha 33 y 34 con un partido pendiente por la suspensión del encuentro entre ambos en la jornada 33.
- 5 Posiciones de Arsenal y Sunderland de la fecha 33 hasta la 37 con un partido pendiente por la suspensión del encuentro entre ambos en la jornada 33.

## Resultados
- Los horarios corresponden al huso horario del Reino Unido (Hora de Europa Occidental): UTC+0 en horario estándar y UTC+1 en horario de verano

### Primera vuelta
| Manchester United    | 1 - 2 Archivado el 17 de julio de 2014 en Wayback Machine.  | Swansea City      | Old Trafford       | 16 de agosto | 12:45 |
| Leicester City       | 2 - 2 Archivado el 17 de julio de 2014 en Wayback Machine.  | Everton           | King Power Stadium | 16 de agosto | 15:00 |
| Queens Park Rangers  | 0 - 1 Archivado el 18 de julio de 2014 en Wayback Machine.  | Hull City         | Loftus Road        | 16 de agosto | 15:00 |
| Stoke City           | 0 - 1 Archivado el 24 de julio de 2014 en Wayback Machine.  | Aston Villa       | Britannia Stadium  | 16 de agosto | 15:00 |
| West Bromwich Albion | 2 - 2 Archivado el 10 de agosto de 2014 en Wayback Machine. | Sunderland        | The Hawthorns      | 16 de agosto | 15:00 |
| West Ham United      | 0 - 1 Archivado el 17 de julio de 2014 en Wayback Machine.  | Tottenham Hotspur | Boleyn Ground      | 16 de agosto | 15:00 |
| Arsenal              | 2 - 1 Archivado el 17 de julio de 2014 en Wayback Machine.  | Crystal Palace    | Emirates Stadium   | 16 de agosto | 17:30 |
| Liverpool            | 2 - 1 Archivado el 17 de julio de 2014 en Wayback Machine.  | Southampton       | Anfield            | 17 de agosto | 13:30 |
| Newcastle            | 0 - 2 Archivado el 16 de julio de 2014 en Wayback Machine.  | Manchester City   | St James' Park     | 17 de agosto | 16:00 |
| Burnley              | 1 - 3 Archivado el 17 de julio de 2014 en Wayback Machine.  | Chelsea           | Turf Moor          | 18 de agosto | 20:00 |

| Aston Villa       | 0 - 0 Archivado el 17 de julio de 2014 en Wayback Machine.  | Newcastle            | Villa Park        | 23 de agosto | 12:45 |
| Chelsea           | 2 - 0 Archivado el 24 de julio de 2014 en Wayback Machine.  | Leicester City       | Stamford Bridge   | 23 de agosto | 15:00 |
| Crystal Palace    | 1 - 3 Archivado el 18 de agosto de 2014 en Wayback Machine. | West Ham United      | Selhurst Park     | 23 de agosto | 15:00 |
| Southampton       | 0 - 0 Archivado el 17 de julio de 2014 en Wayback Machine.  | West Bromwich Albion | St Mary's Stadium | 23 de agosto | 15:00 |
| Swansea City      | 1 - 0 Archivado el 20 de agosto de 2014 en Wayback Machine. | Burnley              | Liberty Stadium   | 23 de agosto | 15:00 |
| Everton           | 2 - 2 Archivado el 20 de agosto de 2014 en Wayback Machine. | Arsenal              | Goodison Park     | 23 de agosto | 17:30 |
| Hull City         | 1 - 1 Archivado el 20 de agosto de 2014 en Wayback Machine. | Stoke City           | KC Stadium        | 24 de agosto | 13:30 |
| Tottenham Hotspur | 4 - 0 Archivado el 23 de agosto de 2014 en Wayback Machine. | Queens Park Rangers  | White Hart Lane   | 24 de agosto | 13:30 |
| Sunderland        | 1 - 1 Archivado el 17 de julio de 2014 en Wayback Machine.  | Manchester United    | Stadium of Light  | 24 de agosto | 16:00 |
| Manchester City   | 3 - 1 Archivado el 16 de julio de 2014 en Wayback Machine.  | Liverpool            | Etihad Stadium    | 25 de agosto | 20:00 |

| Burnley             | 0 - 0 Archivado el 19 de agosto de 2014 en Wayback Machine.                                             | Manchester United    | Turf Moor          | 30 de agosto | 12:45 |
| Manchester City     | 0 - 1 Archivado el 18 de agosto de 2014 en Wayback Machine.                                             | Stoke City           | Etihad Stadium     | 30 de agosto | 15:00 |
| Newcastle United    | 3 - 3 Archivado el 18 de agosto de 2014 en Wayback Machine.                                             | Crystal Palace       | St James' Park     | 30 de agosto | 15:00 |
| Queens Park Rangers | 1 - 0 Archivado el 1 de septiembre de 2014 en Wayback Machine.                                          | Sunderland           | Loftus Road        | 30 de agosto | 15:00 |
| Swansea City        | 3 - 0 (enlace roto disponible en Internet Archive; véase el historial, la primera versión y la última). | West Bromwich Albion | Liberty Stadium    | 30 de agosto | 15:00 |
| West Ham United     | 1 - 3 Archivado el 19 de agosto de 2014 en Wayback Machine.                                             | Southampton          | Boleyn Ground      | 30 de agosto | 15:00 |
| Everton             | 3 - 6 Archivado el 19 de agosto de 2014 en Wayback Machine.                                             | Chelsea              | Goodison Park      | 30 de agosto | 17:30 |
| Aston Villa         | 2 - 1 Archivado el 10 de agosto de 2014 en Wayback Machine.                                             | Hull City            | Villa Park         | 31 de agosto | 13:30 |
| Tottenham Hotspur   | 0 - 3 Archivado el 25 de agosto de 2014 en Wayback Machine.                                             | Liverpool            | White Hart Lane    | 31 de agosto | 13:30 |
| Leicester City      | 1 - 1 Archivado el 19 de agosto de 2014 en Wayback Machine.                                             | Arsenal              | King Power Stadium | 31 de agosto | 16:00 |

| Arsenal              | 2 - 2 Archivado el 1 de septiembre de 2014 en Wayback Machine.  | Manchester City     | Emirates Stadium  | 13 de septiembre | 12:45 |
| Chelsea              | 4 - 2 Archivado el 26 de agosto de 2014 en Wayback Machine.     | Swansea City        | Stamford Bridge   | 13 de septiembre | 15:00 |
| Crystal Palace       | 0 - 0 Archivado el 3 de septiembre de 2014 en Wayback Machine.  | Burnley             | Selhurst Park     | 13 de septiembre | 15:00 |
| Southampton          | 4 - 0 Archivado el 3 de septiembre de 2014 en Wayback Machine.  | Newcastle United    | St Mary's Stadium | 13 de septiembre | 15:00 |
| Stoke City           | 0 - 1 Archivado el 27 de agosto de 2014 en Wayback Machine.     | Leicester City      | Britannia Stadium | 13 de septiembre | 15:00 |
| Sunderland           | 2 - 2 Archivado el 4 de septiembre de 2014 en Wayback Machine.  | Tottenham Hotspur   | Stadium of Light  | 13 de septiembre | 15:00 |
| West Bromwich Albion | 0 - 2 Archivado el 3 de septiembre de 2014 en Wayback Machine.  | Everton             | The Hawthorns     | 13 de septiembre | 15:00 |
| Liverpool            | 0 - 1 Archivado el 6 de septiembre de 2014 en Wayback Machine.  | Aston Villa         | Anfield           | 13 de septiembre | 17:30 |
| Manchester United    | 4 - 0 Archivado el 16 de septiembre de 2014 en Wayback Machine. | Queens Park Rangers | Old Trafford      | 14 de septiembre | 16:00 |
| Hull City            | 2 - 2 Archivado el 3 de septiembre de 2014 en Wayback Machine.  | West Ham United     | KC Stadium        | 15 de septiembre | 20:00 |

| Queens Park Rangers | 2 - 2 Archivado el 18 de septiembre de 2014 en Wayback Machine. | Stoke City           | Loftus Road        | 20 de septiembre | 12:45 |
| Aston Villa         | 0 - 3 Archivado el 4 de septiembre de 2014 en Wayback Machine.  | Arsenal              | Villa Park         | 20 de septiembre | 15:00 |
| Burnley             | 0 - 0 Archivado el 6 de septiembre de 2014 en Wayback Machine.  | Sunderland           | Turf Moor          | 20 de septiembre | 15:00 |
| Newcastle United    | 2 - 2 Archivado el 6 de septiembre de 2014 en Wayback Machine.  | Hull City            | St James' Park     | 20 de septiembre | 15:00 |
| Swansea City        | 0 - 1 Archivado el 7 de septiembre de 2014 en Wayback Machine.  | Southampton          | Liberty Stadium    | 20 de septiembre | 15:00 |
| West Ham United     | 3 - 1 Archivado el 6 de septiembre de 2014 en Wayback Machine.  | Liverpool            | Boleyn Ground      | 20 de septiembre | 17:30 |
| Leicester City      | 5 - 3 Archivado el 3 de septiembre de 2014 en Wayback Machine.  | Manchester United    | King Power Stadium | 21 de septiembre | 13:30 |
| Tottenham Hotspur   | 0 - 1 Archivado el 7 de septiembre de 2014 en Wayback Machine.  | West Bromwich Albion | White Hart Lane    | 21 de septiembre | 13:30 |
| Everton             | 2 - 3 Archivado el 3 de septiembre de 2014 en Wayback Machine.  | Crystal Palace       | Goodison Park      | 21 de septiembre | 16:00 |
| Manchester City     | 1 - 1 Archivado el 6 de septiembre de 2014 en Wayback Machine.  | Chelsea              | Etihad Stadium     | 21 de septiembre | 16:00 |

| Liverpool            | 1 - 1 Archivado el 27 de septiembre de 2014 en Wayback Machine. | Everton             | Anfield           | 27 de septiembre | 12:45 |
| Chelsea              | 3 - 0 Archivado el 25 de septiembre de 2014 en Wayback Machine. | Aston Villa         | Stamford Bridge   | 27 de septiembre | 15:00 |
| Crystal Palace       | 2 - 0 Archivado el 27 de septiembre de 2014 en Wayback Machine. | Leicester City      | Selhurst Park     | 27 de septiembre | 15:00 |
| Hull City            | 2 - 4 Archivado el 28 de septiembre de 2014 en Wayback Machine. | Manchester City     | KC Stadium        | 27 de septiembre | 15:00 |
| Manchester United    | 2 - 1 Archivado el 22 de septiembre de 2014 en Wayback Machine. | West Ham United     | Old Trafford      | 27 de septiembre | 15:00 |
| Southampton          | 2 - 1 Archivado el 28 de septiembre de 2014 en Wayback Machine. | Queens Park Rangers | St Mary's Stadium | 27 de septiembre | 15:00 |
| Sunderland           | 0 - 0 Archivado el 26 de septiembre de 2014 en Wayback Machine. | Swansea City        | Stadium of Light  | 27 de septiembre | 15:00 |
| Arsenal              | 1 - 1 Archivado el 27 de septiembre de 2014 en Wayback Machine. | Tottenham Hotspur   | Emirates Stadium  | 27 de septiembre | 17:30 |
| West Bromwich Albion | 4 - 0 Archivado el 30 de septiembre de 2014 en Wayback Machine. | Burnley             | The Hawthorns     | 28 de septiembre | 16:00 |
| Stoke City           | 1 - 0 Archivado el 27 de septiembre de 2014 en Wayback Machine. | Newcastle United    | Britannia Stadium | 29 de septiembre | 20:00 |

| Hull City         | 2 - 0 (enlace roto disponible en Internet Archive; véase el historial, la primera versión y la última). | Crystal Palace       | KC Stadium         | 4 de octubre | 15:00 |
| Leicester City    | 2 - 2 Archivado el 30 de septiembre de 2014 en Wayback Machine.                                         | Burnley              | King Power Stadium | 4 de octubre | 15:00 |
| Liverpool         | 2 - 1 Archivado el 26 de septiembre de 2014 en Wayback Machine.                                         | West Bromwich Albion | Anfield            | 4 de octubre | 15:00 |
| Sunderland        | 3 - 1 Archivado el 26 de septiembre de 2014 en Wayback Machine.                                         | Stoke City           | Stadium of Light   | 4 de octubre | 15:00 |
| Swansea City      | 2 - 2 Archivado el 22 de septiembre de 2014 en Wayback Machine.                                         | Newcastle United     | Liberty Stadium    | 4 de octubre | 15:00 |
| Aston Villa       | 0 - 2 Archivado el 28 de septiembre de 2014 en Wayback Machine.                                         | Manchester City      | Villa Park         | 4 de octubre | 17:30 |
| Manchester United | 2 - 1 Archivado el 24 de septiembre de 2014 en Wayback Machine.                                         | Everton              | Old Trafford       | 5 de octubre | 12:00 |
| Chelsea           | 2 - 0 Archivado el 24 de septiembre de 2014 en Wayback Machine.                                         | Arsenal              | Stamford Bridge    | 5 de octubre | 14:05 |
| Tottenham Hotspur | 1 - 0 Archivado el 24 de septiembre de 2014 en Wayback Machine.                                         | Southampton          | White Hart Lane    | 5 de octubre | 14:05 |
| West Ham United   | 2 - 0 Archivado el 24 de septiembre de 2014 en Wayback Machine.                                         | Queens Park Rangers  | Boleyn Ground      | 5 de octubre | 16:15 |

| Manchester City      | 4 - 1 Archivado el 29 de septiembre de 2014 en Wayback Machine.                                         | Tottenham Hotspur | Etihad Stadium    | 18 de octubre | 12:45 |
| Arsenal              | 2 - 2 Archivado el 26 de septiembre de 2014 en Wayback Machine.                                         | Hull City         | Emirates Stadium  | 18 de octubre | 15:00 |
| Burnley              | 1 - 3 Archivado el 29 de septiembre de 2014 en Wayback Machine.                                         | West Ham United   | Turf Moor         | 18 de octubre | 15:00 |
| Crystal Palace       | 1 - 2 Archivado el 8 de octubre de 2014 en Wayback Machine.                                             | Chelsea           | Selhurst Park     | 18 de octubre | 15:00 |
| Everton              | 3 - 0 Archivado el 10 de octubre de 2014 en Wayback Machine.                                            | Aston Villa       | Goodison Park     | 18 de octubre | 15:00 |
| Newcastle United     | 1 - 0 Archivado el 13 de octubre de 2014 en Wayback Machine.                                            | Leicester City    | St James' Park    | 18 de octubre | 15:00 |
| Southampton          | 8 - 0 Archivado el 13 de octubre de 2014 en Wayback Machine.                                            | Sunderland        | St Mary's Stadium | 18 de octubre | 15:00 |
| Queens Park Rangers  | 2 - 3 Archivado el 10 de octubre de 2014 en Wayback Machine.                                            | Liverpool         | Loftus Road       | 19 de octubre | 13:30 |
| Stoke City           | 2 - 1 Archivado el 13 de octubre de 2014 en Wayback Machine.                                            | Swansea City      | Britannia Stadium | 19 de octubre | 16:00 |
| West Bromwich Albion | 2 - 2 (enlace roto disponible en Internet Archive; véase el historial, la primera versión y la última). | Manchester United | The Hawthorns     | 20 de octubre | 20:00 |

| West Ham United      | 2 - 1 Archivado el 5 de octubre de 2014 en Wayback Machine.                                             | Manchester City  | Boleyn Ground     | 25 de octubre | 12:45 |
| Liverpool            | 0 - 0 Archivado el 26 de octubre de 2014 en Wayback Machine.                                            | Hull City        | Anfield           | 25 de octubre | 15:00 |
| Southampton          | 1 - 0 Archivado el 24 de octubre de 2014 en Wayback Machine.                                            | Stoke City       | St Mary's Stadium | 25 de octubre | 15:00 |
| Sunderland           | 0 - 2 (enlace roto disponible en Internet Archive; véase el historial, la primera versión y la última). | Arsenal          | Stadium of Light  | 25 de octubre | 15:00 |
| West Bromwich Albion | 2 - 2 Archivado el 26 de octubre de 2014 en Wayback Machine.                                            | Crystal Palace   | The Hawthorns     | 25 de octubre | 15:00 |
| Swansea City         | 2 - 0 Archivado el 26 de octubre de 2014 en Wayback Machine.                                            | Leicester City   | Liberty Stadium   | 25 de octubre | 17:30 |
| Burnley              | 1 - 3 Archivado el 8 de octubre de 2014 en Wayback Machine.                                             | Everton          | Turf Moor         | 26 de octubre | 13:30 |
| Tottenham Hotspur    | 1 - 2 Archivado el 23 de octubre de 2014 en Wayback Machine.                                            | Newcastle United | White Hart Lane   | 26 de octubre | 13:30 |
| Manchester United    | 1 - 1 Archivado el 9 de noviembre de 2014 en Wayback Machine.                                           | Chelsea          | Old Trafford      | 26 de octubre | 16:00 |
| Queens Park Rangers  | 2 - 0 Archivado el 27 de octubre de 2014 en Wayback Machine.                                            | Aston Villa      | Loftus Road       | 27 de octubre | 20:00 |

| Newcastle United | 1 - 0 Archivado el 30 de octubre de 2014 en Wayback Machine. | Liverpool            | St James' Park     | 1 de noviembre | 12:45 |
| Arsenal          | 3 - 0 Archivado el 30 de octubre de 2014 en Wayback Machine. | Burnley              | Emirates Stadium   | 1 de noviembre | 15:00 |
| Chelsea          | 2 - 1 Archivado el 30 de octubre de 2014 en Wayback Machine. | Queens Park Rangers  | Stamford Bridge    | 1 de noviembre | 15:00 |
| Everton          | 0 - 0 Archivado el 20 de octubre de 2014 en Wayback Machine. | Swansea City         | Goodison Park      | 1 de noviembre | 15:00 |
| Hull City        | 0 - 1 Archivado el 30 de octubre de 2014 en Wayback Machine. | Southampton          | KC Stadium         | 1 de noviembre | 15:00 |
| Leicester City   | 0 - 1 Archivado el 29 de octubre de 2014 en Wayback Machine. | West Bromwich Albion | King Power Stadium | 1 de noviembre | 15:00 |
| Stoke City       | 2 - 2 Archivado el 30 de octubre de 2014 en Wayback Machine. | West Ham United      | Britannia Stadium  | 1 de noviembre | 15:00 |
| Manchester City  | 1 - 0 Archivado el 10 de octubre de 2014 en Wayback Machine. | Manchester United    | Etihad Stadium     | 2 de noviembre | 13:30 |
| Aston Villa      | 1 - 2 Archivado el 30 de octubre de 2014 en Wayback Machine. | Tottenham Hotspur    | Villa Park         | 2 de noviembre | 15:00 |
| Crystal Palace   | 1 - 3 Archivado el 23 de octubre de 2014 en Wayback Machine. | Sunderland           | Selhurst Park      | 3 de noviembre | 20:00 |

| Liverpool            | 1 - 2 Archivado el 29 de octubre de 2014 en Wayback Machine.   | Chelsea          | Anfield           | 8 de noviembre | 12:45 |
| Burnley              | 1 - 0 Archivado el 7 de noviembre de 2014 en Wayback Machine.  | Hull City        | Turf Moor         | 8 de noviembre | 15:00 |
| Manchester United    | 1 - 0 Archivado el 5 de noviembre de 2014 en Wayback Machine.  | Crystal Palace   | Old Trafford      | 8 de noviembre | 15:00 |
| Southampton          | 2 - 0 Archivado el 8 de noviembre de 2014 en Wayback Machine.  | Leicester City   | St Mary's Stadium | 8 de noviembre | 15:00 |
| West Ham United      | 0 - 0 Archivado el 8 de noviembre de 2014 en Wayback Machine.  | Aston Villa      | Boleyn Ground     | 8 de noviembre | 15:00 |
| Queens Park Rangers  | 2 - 2 Archivado el 29 de noviembre de 2014 en Wayback Machine. | Manchester City  | Loftus Road       | 8 de noviembre | 17:30 |
| Sunderland           | 1 - 1 Archivado el 5 de noviembre de 2014 en Wayback Machine.  | Everton          | Stadium of Light  | 9 de noviembre | 13:30 |
| Tottenham Hotspur    | 1 - 2 Archivado el 31 de octubre de 2014 en Wayback Machine.   | Stoke City       | White Hart Lane   | 9 de noviembre | 13:30 |
| West Bromwich Albion | 0 - 2 Archivado el 31 de octubre de 2014 en Wayback Machine.   | Newcastle United | The Hawthorns     | 9 de noviembre | 13:30 |
| Swansea City         | 2 - 1 Archivado el 31 de octubre de 2014 en Wayback Machine.   | Arsenal          | Liberty Stadium   | 9 de noviembre | 16:00 |

| Chelsea          | 2 - 0 Archivado el 12 de noviembre de 2014 en Wayback Machine. | West Bromwich Albion | Stamford Bridge    | 22 de noviembre | 15:00 |
| Everton          | 2 - 1 Archivado el 12 de noviembre de 2014 en Wayback Machine. | West Ham United      | Goodison Park      | 22 de noviembre | 15:00 |
| Leicester City   | 0 - 0 Archivado el 12 de noviembre de 2014 en Wayback Machine. | Sunderland           | King Power Stadium | 22 de noviembre | 15:00 |
| Manchester City  | 2 - 1 Archivado el 13 de noviembre de 2014 en Wayback Machine. | Swansea City         | Etihad Stadium     | 22 de noviembre | 15:00 |
| Newcastle United | 1 - 0 Archivado el 8 de noviembre de 2014 en Wayback Machine.  | Queens Park Rangers  | St James' Park     | 22 de noviembre | 15:00 |
| Stoke City       | 1 - 2 Archivado el 8 de noviembre de 2014 en Wayback Machine.  | Burnley              | Britannia Stadium  | 22 de noviembre | 15:00 |
| Arsenal          | 1 - 2 Archivado el 8 de diciembre de 2014 en Wayback Machine.  | Manchester United    | Emirates Stadium   | 22 de noviembre | 17:30 |
| Crystal Palace   | 3 - 1 Archivado el 11 de noviembre de 2014 en Wayback Machine. | Liverpool            | Selhurst Park      | 23 de noviembre | 13:30 |
| Hull City        | 1 - 2 Archivado el 11 de noviembre de 2014 en Wayback Machine. | Tottenham Hotspur    | KC Stadium         | 23 de noviembre | 16:00 |
| Aston Villa      | 1 - 1 Archivado el 13 de noviembre de 2014 en Wayback Machine. | Southampton          | Villa Park         | 24 de noviembre | 20:00 |

| West Bromwich Albion | 0 - 1 Archivado el 21 de noviembre de 2014 en Wayback Machine. | Arsenal          | The Hawthorns     | 29 de noviembre | 12:45 |
| Burnley              | 1 - 1 Archivado el 21 de noviembre de 2014 en Wayback Machine. | Aston Villa      | Turf Moor         | 29 de noviembre | 15:00 |
| Liverpool            | 1 - 0 Archivado el 25 de noviembre de 2014 en Wayback Machine. | Stoke City       | Anfield           | 29 de noviembre | 15:00 |
| Manchester United    | 3 - 0 Archivado el 22 de noviembre de 2014 en Wayback Machine. | Hull City        | Old Trafford      | 29 de noviembre | 15:00 |
| Queens Park Rangers  | 3 - 2 Archivado el 2 de diciembre de 2014 en Wayback Machine.  | Leicester City   | Loftus Road       | 29 de noviembre | 15:00 |
| Swansea City         | 1 - 1 Archivado el 21 de noviembre de 2014 en Wayback Machine. | Crystal Palace   | Liberty Stadium   | 29 de noviembre | 15:00 |
| West Ham United      | 1 - 0 Archivado el 17 de noviembre de 2014 en Wayback Machine. | Newcastle United | Boleyn Ground     | 29 de noviembre | 15:00 |
| Sunderland           | 0 - 0 Archivado el 26 de noviembre de 2014 en Wayback Machine. | Chelsea          | Stadium of Light  | 29 de noviembre | 17:30 |
| Southampton          | 0 - 3 Archivado el 26 de noviembre de 2014 en Wayback Machine. | Manchester City  | St Mary's Stadium | 30 de noviembre | 13:30 |
| Tottenham Hotspur    | 2 - 1 Archivado el 17 de noviembre de 2014 en Wayback Machine. | Everton          | White Hart Lane   | 30 de noviembre | 16:00 |

| Manchester United    | 2 - 1 Archivado el 3 de diciembre de 2014 en Wayback Machine.  | Stoke City          | Old Trafford       | 2 de diciembre | 19:45 |
| Leicester            | 1 - 3 Archivado el 11 de noviembre de 2014 en Wayback Machine. | Liverpool           | King Power Stadium | 2 de diciembre | 19:45 |
| Swansea City         | 2 - 0 Archivado el 28 de noviembre de 2014 en Wayback Machine. | Queens Park Rangers | Liberty Stadium    | 2 de diciembre | 19:45 |
| Burnley              | 1 - 1 Archivado el 5 de diciembre de 2014 en Wayback Machine.  | Newcastle           | Turf Moor          | 2 de diciembre | 19:45 |
| Crystal Palace       | 0 - 1 Archivado el 5 de diciembre de 2014 en Wayback Machine.  | Aston Villa         | Selhurst Park      | 2 de diciembre | 20:00 |
| West Bromwich Albion | 1 - 2 Archivado el 5 de diciembre de 2014 en Wayback Machine.  | West Ham United     | The Hawthorns      | 2 de diciembre | 20:00 |
| Arsenal              | 1 - 0 Archivado el 3 de diciembre de 2014 en Wayback Machine.  | Southampton         | Emirates Stadium   | 3 de diciembre | 19:45 |
| Chelsea              | 3 - 0 Archivado el 2 de diciembre de 2014 en Wayback Machine.  | Tottenham           | Stamford Bridge    | 3 de diciembre | 19:45 |
| Everton              | 1 - 1 Archivado el 5 de diciembre de 2014 en Wayback Machine.  | Hull City           | Goodison Park      | 3 de diciembre | 19:45 |
| Sunderland           | 1 - 4 Archivado el 3 de diciembre de 2014 en Wayback Machine.  | Manchester City     | Stadium of Light   | 3 de diciembre | 19:45 |

| Newcastle United    | 2 - 1 Archivado el 12 de diciembre de 2014 en Wayback Machine. | Chelsea              | St James' Park    | 6 de diciembre | 12:45 |
| Hull City           | 0 - 0 Archivado el 12 de diciembre de 2014 en Wayback Machine. | West Bromwich Albion | KC Stadium        | 6 de diciembre | 15:00 |
| Liverpool           | 0 - 0 Archivado el 12 de diciembre de 2014 en Wayback Machine. | Sunderland           | Anfield           | 6 de diciembre | 15:00 |
| Queens Park Rangers | 2 - 0 Archivado el 12 de diciembre de 2014 en Wayback Machine. | Burnley              | Loftus Road       | 6 de diciembre | 15:00 |
| Stoke City          | 3 - 2 Archivado el 12 de diciembre de 2014 en Wayback Machine. | Arsenal              | Britannia Stadium | 6 de diciembre | 15:00 |
| Tottenham Hotspur   | 0 - 0 Archivado el 5 de noviembre de 2014 en Wayback Machine.  | Crystal Palace       | White Hart Lane   | 6 de diciembre | 15:00 |
| Manchester City     | 1 - 0 Archivado el 12 de diciembre de 2014 en Wayback Machine. | Everton              | Etihad Stadium    | 6 de diciembre | 17:30 |
| West Ham United     | 3 - 1 Archivado el 12 de diciembre de 2014 en Wayback Machine. | Swansea City         | Boleyn Ground     | 7 de diciembre | 13:30 |
| Aston Villa         | 2 - 1 Archivado el 12 de diciembre de 2014 en Wayback Machine. | Leicester City       | Villa Park        | 7 de diciembre | 16:00 |
| Southampton         | 1 - 2 Archivado el 3 de diciembre de 2014 en Wayback Machine.  | Manchester United    | St Mary's Stadium | 8 de diciembre | 20:00 |

| Burnley              | 1 - 0 Archivado el 13 de diciembre de 2014 en Wayback Machine.                                          | Southampton         | Turf Moor          | 13 de diciembre | 15:00 |
| Chelsea              | 2 - 0                                                                                                   | Hull City           | Stamford Bridge    | 13 de diciembre | 15:00 |
| Crystal Palace       | 1 - 1 (enlace roto disponible en Internet Archive; véase el historial, la primera versión y la última). | Stoke City          | Selhurst Park      | 13 de diciembre | 15:00 |
| Leicester City       | 0 - 1 Archivado el 13 de diciembre de 2014 en Wayback Machine.                                          | Manchester City     | King Power Stadium | 13 de diciembre | 15:00 |
| Sunderland           | 1 - 1 Archivado el 13 de diciembre de 2014 en Wayback Machine.                                          | West Ham United     | Stadium of Light   | 13 de diciembre | 15:00 |
| West Bromwich Albion | 1 - 0 Archivado el 13 de diciembre de 2014 en Wayback Machine.                                          | Aston Villa         | The Hawthorns      | 13 de diciembre | 15:00 |
| Arsenal              | 4 - 1 Archivado el 22 de marzo de 2015 en Wayback Machine.                                              | Newcastle United    | Emirates Stadium   | 13 de diciembre | 17:30 |
| Manchester United    | 3 - 0 Archivado el 29 de diciembre de 2014 en Wayback Machine.                                          | Liverpool           | Old Trafford       | 14 de diciembre | 13:30 |
| Swansea City         | 1 - 2 Archivado el 28 de diciembre de 2014 en Wayback Machine.                                          | Tottenham Hotspur   | Liberty Stadium    | 14 de diciembre | 16:00 |
| Everton              | 3 - 1 (enlace roto disponible en Internet Archive; véase el historial, la primera versión y la última). | Queens Park Rangers | Goodison Park      | 15 de diciembre | 20:00 |

| Manchester City     | 3 - 0 Archivado el 9 de octubre de 2014 en Wayback Machine.     | Crystal Palace       | Etihad Stadium    | 20 de diciembre | 12:45 |
| Aston Villa         | 1 - 1 Archivado el 25 de diciembre de 2014 en Wayback Machine.  | Manchester United    | Villa Park        | 20 de diciembre | 15:00 |
| Hull City           | 0 - 1 Archivado el 28 de diciembre de 2014 en Wayback Machine.  | Swansea City         | KC Stadium        | 20 de diciembre | 15:00 |
| Queens Park Rangers | 3 - 2 Archivado el 28 de diciembre de 2014 en Wayback Machine.  | West Bromwich Albion | Loftus Road       | 20 de diciembre | 15:00 |
| Southampton         | 3 - 0 Archivado el 25 de diciembre de 2014 en Wayback Machine.  | Everton              | St Mary's Stadium | 20 de diciembre | 15:00 |
| Tottenham Hotspur   | 2 - 1 Archivado el 25 de diciembre de 2014 en Wayback Machine.  | Burnley              | White Hart Lane   | 20 de diciembre | 15:00 |
| West Ham United     | 2 - 0 Archivado el 27 de septiembre de 2015 en Wayback Machine. | Leicester City       | Boleyn Ground     | 20 de diciembre | 15:00 |
| Newcastle United    | 0 - 1 Archivado el 25 de diciembre de 2014 en Wayback Machine.  | Sunderland           | St James' Park    | 21 de diciembre | 13:30 |
| Liverpool           | 2 - 2 Archivado el 25 de diciembre de 2014 en Wayback Machine.  | Arsenal              | Anfield           | 21 de diciembre | 16:00 |
| Stoke City          | 0 - 2 Archivado el 25 de diciembre de 2014 en Wayback Machine.  | Chelsea              | Britannia Stadium | 22 de diciembre | 20:00 |

| Chelsea              | 2 - 0 Archivado el 24 de diciembre de 2014 en Wayback Machine.                                          | West Ham United     | Stamford Bridge    | 26 de diciembre | 12:45 |
| Burnley              | 0 - 1 Archivado el 25 de diciembre de 2014 en Wayback Machine.                                          | Liverpool           | Turf Moor          | 26 de diciembre | 15:00 |
| Crystal Palace       | 1 - 3 Archivado el 28 de diciembre de 2014 en Wayback Machine.                                          | Southampton         | Selhurst Park      | 26 de diciembre | 15:00 |
| Everton              | 0 - 1 (enlace roto disponible en Internet Archive; véase el historial, la primera versión y la última). | Stoke City          | Goodison Park      | 26 de diciembre | 15:00 |
| Leicester City       | 1 - 2 (enlace roto disponible en Internet Archive; véase el historial, la primera versión y la última). | Tottenham Hotspur   | King Power Stadium | 26 de diciembre | 15:00 |
| Manchester United    | 3 - 1 Archivado el 4 de diciembre de 2014 en Wayback Machine.                                           | Newcastle United    | Old Trafford       | 26 de diciembre | 15:00 |
| Sunderland           | 1 - 3 Archivado el 27 de diciembre de 2014 en Wayback Machine.                                          | Hull City           | Stadium of Light   | 26 de diciembre | 15:00 |
| Swansea City         | 1 - 0 Archivado el 27 de diciembre de 2014 en Wayback Machine.                                          | Aston Villa         | Liberty Stadium    | 26 de diciembre | 15:00 |
| West Bromwich Albion | 1 - 3 Archivado el 26 de diciembre de 2014 en Wayback Machine.                                          | Manchester City     | The Hawthorns      | 26 de diciembre | 15:00 |
| Arsenal              | 2 - 1 Archivado el 30 de diciembre de 2014 en Wayback Machine.                                          | Queens Park Rangers | Emirates Stadium   | 26 de diciembre | 17:30 |

| Tottenham Hotspur   | 0 - 0 (enlace roto disponible en Internet Archive; véase el historial, la primera versión y la última). | Manchester United    | White Hart Lane     | 28 de diciembre | 12:00 |
| Southampton         | 1 - 1 Archivado el 28 de diciembre de 2014 en Wayback Machine.                                          | Chelsea              | St Mary's Stadium   | 28 de diciembre | 14:05 |
| Aston Villa         | 0 - 0 Archivado el 28 de diciembre de 2014 en Wayback Machine.                                          | Sunderland           | Villa Park          | 28 de diciembre | 15:00 |
| Hull City           | 0 - 1 Archivado el 28 de diciembre de 2014 en Wayback Machine.                                          | Leicester City       | KC Stadium          | 28 de diciembre | 15:00 |
| Manchester City     | 2 - 2 Archivado el 4 de diciembre de 2014 en Wayback Machine.                                           | Burnley              | Etihad Stadium      | 28 de diciembre | 15:00 |
| Queens Park Rangers | 0 - 0 Archivado el 28 de diciembre de 2014 en Wayback Machine.                                          | Crystal Palace       | Loftus Road Stadium | 28 de diciembre | 15:00 |
| Stoke City          | 2 - 0 Archivado el 28 de diciembre de 2014 en Wayback Machine.                                          | West Bromwich Albion | Britannia Stadium   | 28 de diciembre | 15:00 |
| West Ham United     | 1 - 2 Archivado el 28 de diciembre de 2014 en Wayback Machine.                                          | Arsenal              | Boleyn Ground       | 28 de diciembre | 15:00 |
| Newcastle United    | 3 - 2 Archivado el 28 de diciembre de 2014 en Wayback Machine.                                          | Everton              | St James' Park      | 28 de diciembre | 16:15 |
| Liverpool           | 4 - 1 Archivado el 22 de febrero de 2015 en Wayback Machine.                                            | Swansea City         | Anfield             | 29 de diciembre | 20:00 |

### Segunda vuelta
| Stoke City          | 1 - 1 Archivado el 30 de diciembre de 2014 en Wayback Machine.                                          | Manchester United    | Britannia Stadium   | 1 de enero | 12:45 |
| Aston Villa         | 0 - 0 Archivado el 30 de diciembre de 2014 en Wayback Machine.                                          | Crystal Palace       | Villa Park          | 1 de enero | 15:00 |
| Hull City           | 2 - 0 Archivado el 30 de diciembre de 2014 en Wayback Machine.                                          | Everton              | KC Stadium          | 1 de enero | 15:00 |
| Liverpool           | 2 - 2 Archivado el 29 de diciembre de 2014 en Wayback Machine.                                          | Leicester City       | Anfield             | 1 de enero | 15:00 |
| Manchester City     | 3 - 2 Archivado el 4 de diciembre de 2014 en Wayback Machine.                                           | Sunderland           | Etihad Stadium      | 1 de enero | 15:00 |
| Newcastle United    | 3 - 3 Archivado el 30 de diciembre de 2014 en Wayback Machine.                                          | Burnley              | St James' Park      | 1 de enero | 15:00 |
| Queens Park Rangers | 1 - 1 Archivado el 1 de enero de 2015 en Wayback Machine.                                               | Swansea City         | Loftus Road Stadium | 1 de enero | 15:00 |
| Southampton         | 2 - 0 Archivado el 30 de diciembre de 2014 en Wayback Machine.                                          | Arsenal              | St Mary's Stadium   | 1 de enero | 15:00 |
| West Ham United     | 1 - 1 Archivado el 30 de diciembre de 2014 en Wayback Machine.                                          | West Bromwich Albion | Boleyn Ground       | 1 de enero | 15:00 |
| Tottenham Hotspur   | 5 - 3 (enlace roto disponible en Internet Archive; véase el historial, la primera versión y la última). | Chelsea              | White Hart Lane     | 1 de enero | 17:30 |

| Sunderland           | 0 - 1 Archivado el 2 de enero de 2015 en Wayback Machine.                                               | Liverpool           | Stadium of Light   | 10 de enero | 12:45 |
| Burnley              | 2 - 1 Archivado el 4 de enero de 2015 en Wayback Machine.                                               | Queens Park Rangers | Turf Moor          | 10 de enero | 15:00 |
| Chelsea              | 2 - 0 Archivado el 2 de enero de 2015 en Wayback Machine.                                               | Newcastle United    | Stamford Bridge    | 10 de enero | 15:00 |
| Everton              | 1 - 1 Archivado el 2 de enero de 2015 en Wayback Machine.                                               | Manchester City     | Goodison Park      | 10 de enero | 15:00 |
| Leicester City       | 1 - 0 Archivado el 2 de enero de 2015 en Wayback Machine.                                               | Aston Villa         | King Power Stadium | 10 de enero | 15:00 |
| Swansea City         | 1 - 1 Archivado el 2 de enero de 2015 en Wayback Machine.                                               | West Ham United     | Liberty Stadium    | 10 de enero | 15:00 |
| West Bromwich Albion | 1 - 0 Archivado el 2 de enero de 2015 en Wayback Machine.                                               | Hull City           | The Hawthorns      | 10 de enero | 15:00 |
| Crystal Palace       | 2 - 1 (enlace roto disponible en Internet Archive; véase el historial, la primera versión y la última). | Tottenham Hotspur   | Selhurst Park      | 10 de enero | 17:30 |
| Arsenal              | 3 - 0 Archivado el 2 de enero de 2015 en Wayback Machine.                                               | Stoke City          | Emirates Stadium   | 11 de enero | 13:30 |
| Manchester United    | 0 - 1 Archivado el 4 de enero de 2015 en Wayback Machine.                                               | Southampton         | Old Trafford       | 11 de enero | 16:00 |

| Aston Villa         | 0 - 2 Archivado el 7 de enero de 2015 en Wayback Machine.                                               | Liverpool            | Villa Park          | 17 de enero | 15:00 |
| Burnley             | 2 - 3 Archivado el 7 de enero de 2015 en Wayback Machine.                                               | Crystal Palace       | Turf Moor           | 17 de enero | 15:00 |
| Leicester City      | 0 - 1 Archivado el 7 de enero de 2015 en Wayback Machine.                                               | Stoke City           | King Power Stadium  | 17 de enero | 15:00 |
| Queens Park Rangers | 0 - 2 Archivado el 19 de enero de 2015 en Wayback Machine.                                              | Manchester United    | Loftus Road Stadium | 17 de enero | 15:00 |
| Swansea City        | 0 - 5 Archivado el 7 de enero de 2015 en Wayback Machine.                                               | Chelsea              | Liberty Stadium     | 17 de enero | 15:00 |
| Tottenham Hotspur   | 2 - 1 (enlace roto disponible en Internet Archive; véase el historial, la primera versión y la última). | Sunderland           | White Hart Lane     | 17 de enero | 15:00 |
| Newcastle United    | 1 - 2 Archivado el 7 de enero de 2015 en Wayback Machine.                                               | Southampton          | St James' Park      | 17 de enero | 17:30 |
| West Ham United     | 3 - 0 Archivado el 7 de enero de 2015 en Wayback Machine.                                               | Hull City            | Boleyn Ground       | 18 de enero | 13:30 |
| Manchester City     | 0 - 2 Archivado el 7 de enero de 2015 en Wayback Machine.                                               | Arsenal              | Etihad Stadium      | 18 de enero | 16:00 |
| Everton             | 0 - 0 Archivado el 7 de enero de 2015 en Wayback Machine.                                               | West Bromwich Albion | Goodison Park       | 19 de enero | 20:00 |

| Hull City            | 0 - 3 (enlace roto disponible en Internet Archive; véase el historial, la primera versión y la última). | Newcastle United    | KC Stadium        | 31 de enero  | 12:45 |
| Crystal Palace       | 0 - 1 Archivado el 17 de enero de 2015 en Wayback Machine.                                              | Everton             | Selhurst Park     | 31 de enero  | 15:00 |
| Liverpool            | 2 - 0 Archivado el 17 de enero de 2015 en Wayback Machine.                                              | West Ham United     | Anfield           | 31 de enero  | 15:00 |
| Manchester United    | 3 - 1 Archivado el 7 de enero de 2015 en Wayback Machine.                                               | Leicester City      | Old Trafford      | 31 de enero  | 15:00 |
| Stoke City           | 3 - 1 Archivado el 6 de febrero de 2015 en Wayback Machine.                                             | Queens Park Rangers | Britannia Stadium | 31 de enero  | 15:00 |
| Sunderland           | 2 - 0 Archivado el 17 de enero de 2015 en Wayback Machine.                                              | Burnley             | Stadium of Light  | 31 de enero  | 15:00 |
| West Bromwich Albion | 0 - 3 (enlace roto disponible en Internet Archive; véase el historial, la primera versión y la última). | Tottenham Hotspur   | The Hawthorns     | 31 de enero  | 15:00 |
| Chelsea              | 1 - 1 Archivado el 25 de diciembre de 2014 en Wayback Machine.                                          | Manchester City     | Stamford Bridge   | 31 de enero  | 17:30 |
| Arsenal              | 5 - 0 Archivado el 17 de enero de 2015 en Wayback Machine.                                              | Aston Villa         | Emirates Stadium  | 1 de febrero | 13:30 |
| Southampton          | 0 - 1 Archivado el 17 de enero de 2015 en Wayback Machine.                                              | Swansea City        | St Mary's Stadium | 1 de febrero | 16:00 |

| Tottenham Hotspur   | 2 - 1 (enlace roto disponible en Internet Archive; véase el historial, la primera versión y la última). | Arsenal              | White Hart Lane     | 7 de febrero | 12:45 |
| Aston Villa         | 1 - 2 Archivado el 5 de febrero de 2015 en Wayback Machine.                                             | Chelsea              | Villa Park          | 7 de febrero | 15:00 |
| Leicester City      | 0 - 1 Archivado el 7 de febrero de 2015 en Wayback Machine.                                             | Crystal Palace       | King Power Stadium  | 7 de febrero | 15:00 |
| Manchester City     | 1 - 1 Archivado el 5 de febrero de 2015 en Wayback Machine.                                             | Hull City            | Etihad Stadium      | 7 de febrero | 15:00 |
| Queens Park Rangers | 0 - 1 Archivado el 8 de febrero de 2015 en Wayback Machine.                                             | Southampton          | Loftus Road Stadium | 7 de febrero | 15:00 |
| Swansea City        | 1 - 1 Archivado el 7 de febrero de 2015 en Wayback Machine.                                             | Sunderland           | Liberty Stadium     | 7 de febrero | 15:00 |
| Everton             | 0 - 0 Archivado el 5 de febrero de 2015 en Wayback Machine.                                             | Liverpool            | Goodison Park       | 7 de febrero | 17:30 |
| Burnley             | 2 - 2 Archivado el 7 de febrero de 2015 en Wayback Machine.                                             | West Bromwich Albion | Turf Moor           | 8 de febrero | 12:00 |
| Newcastle United    | 1 - 1 Archivado el 7 de febrero de 2015 en Wayback Machine.                                             | Stoke City           | St James' Park      | 8 de febrero | 14:05 |
| West Ham United     | 1 - 1 Archivado el 7 de febrero de 2015 en Wayback Machine.                                             | Manchester United    | Boleyn Ground       | 8 de febrero | 16:15 |

| Arsenal              | 2 - 1 Archivado el 3 de febrero de 2015 en Wayback Machine.  | Leicester City      | Emirates Stadium  | 10 de febrero | 19:45 |
| Hull City            | 2 - 0 Archivado el 3 de febrero de 2015 en Wayback Machine.  | Aston Villa         | KC Stadium        | 10 de febrero | 19:45 |
| Sunderland           | 0 - 2 Archivado el 12 de febrero de 2015 en Wayback Machine. | Queens Park Rangers | Stadium of Light  | 10 de febrero | 19:45 |
| Liverpool            | 3 - 2 Archivado el 10 de febrero de 2015 en Wayback Machine. | Tottenham Hotspur   | Anfield           | 10 de febrero | 20:00 |
| Chelsea              | 1 - 0 Archivado el 3 de febrero de 2015 en Wayback Machine.  | Everton             | Stamford Bridge   | 11 de febrero | 19:45 |
| Manchester United    | 3 - 1 Archivado el 3 de febrero de 2015 en Wayback Machine.  | Burnley             | Old Trafford      | 11 de febrero | 19:45 |
| Southampton          | 0 - 0 Archivado el 3 de febrero de 2015 en Wayback Machine.  | West Ham United     | St Mary's Stadium | 11 de febrero | 19:45 |
| Stoke City           | 1 - 4 Archivado el 3 de febrero de 2015 en Wayback Machine.  | Manchester City     | Britannia Stadium | 11 de febrero | 19:45 |
| Crystal Palace       | 1 - 1 Archivado el 3 de febrero de 2015 en Wayback Machine.  | Newcastle United    | Selhurst Park     | 11 de febrero | 20:00 |
| West Bromwich Albion | 2 - 0 Archivado el 3 de febrero de 2015 en Wayback Machine.  | Swansea City        | The Hawthorns     | 11 de febrero | 20:00 |

| Aston Villa       | 1 - 2 Archivado el 17 de febrero de 2015 en Wayback Machine.                                            | Stoke City           | Villa Park        | 21 de febrero | 15:00 |
| Chelsea           | 1 - 1 Archivado el 24 de febrero de 2015 en Wayback Machine.                                            | Burnley              | Stamford Bridge   | 21 de febrero | 15:00 |
| Crystal Palace    | 1 - 2 Archivado el 26 de febrero de 2015 en Wayback Machine.                                            | Arsenal              | Selhurst Park     | 21 de febrero | 15:00 |
| Hull City         | 2 - 1 Archivado el 22 de febrero de 2015 en Wayback Machine.                                            | Queens Park Rangers  | KC Stadium        | 21 de febrero | 15:00 |
| Sunderland        | 0 - 0 Archivado el 21 de febrero de 2015 en Wayback Machine.                                            | West Bromwich Albion | Stadium of Light  | 21 de febrero | 15:00 |
| Swansea City      | 2 - 1 Archivado el 24 de febrero de 2015 en Wayback Machine.                                            | Manchester United    | Liberty Stadium   | 21 de febrero | 15:00 |
| Manchester City   | 5 - 0 Archivado el 22 de febrero de 2015 en Wayback Machine.                                            | Newcastle United     | Etihad Stadium    | 21 de febrero | 17:30 |
| Tottenham Hotspur | 2 - 2 (enlace roto disponible en Internet Archive; véase el historial, la primera versión y la última). | West Ham United      | White Hart Lane   | 22 de febrero | 12:00 |
| Everton           | 2 - 2 Archivado el 15 de febrero de 2015 en Wayback Machine.                                            | Leicester City       | Goodison Park     | 22 de febrero | 14:05 |
| Southampton       | 0 - 2 Archivado el 24 de febrero de 2015 en Wayback Machine.                                            | Liverpool            | St Mary's Stadium | 22 de febrero | 16:15 |

| West Ham United      | 1 - 3 Archivado el 19 de febrero de 2015 en Wayback Machine.                                            | Crystal Palace    | Boleyn Ground       | 28 de febrero | 12:45 |
| Burnley              | 0 - 1 Archivado el 23 de febrero de 2015 en Wayback Machine.                                            | Swansea City      | Turf Moor           | 28 de febrero | 15:00 |
| Manchester United    | 2 - 0 Archivado el 28 de febrero de 2015 en Wayback Machine.                                            | Sunderland        | Old Trafford        | 28 de febrero | 15:00 |
| Newcastle United     | 1 - 0 Archivado el 1 de marzo de 2015 en Wayback Machine.                                               | Aston Villa       | St James' Park      | 28 de febrero | 15:00 |
| Stoke City           | 1 - 0 Archivado el 2 de marzo de 2015 en Wayback Machine.                                               | Hull City         | Britannia Stadium   | 28 de febrero | 15:00 |
| West Bromwich Albion | 1 - 0 Archivado el 2 de marzo de 2015 en Wayback Machine.                                               | Southampton       | The Hawthorns       | 28 de febrero | 15:00 |
| Liverpool            | 2 - 1 Archivado el 3 de marzo de 2015 en Wayback Machine.                                               | Manchester City   | Anfield             | 1 de marzo    | 12:00 |
| Arsenal              | 2 - 0 Archivado el 21 de febrero de 2015 en Wayback Machine.                                            | Everton           | Emirates Stadium    | 1 de marzo    | 14:05 |
| Queens Park Rangers  | 1 - 2 (enlace roto disponible en Internet Archive; véase el historial, la primera versión y la última). | Tottenham Hotspur | Loftus Road Stadium | 7 de marzo    | 15:00 |
| Leicester City       | 1 - 3 Archivado el 19 de febrero de 2015 en Wayback Machine.                                            | Chelsea           | King Power Stadium  | 29 de abril   | 19:45 |

| Aston Villa         | 2 - 1 Archivado el 3 de marzo de 2015 en Wayback Machine.                                               | West Bromwich Albion | Villa Park          | 3 de marzo | 19:45 |
| Hull City           | 1 - 1 (enlace roto disponible en Internet Archive; véase el historial, la primera versión y la última). | Sunderland           | KC Stadium          | 3 de marzo | 19:45 |
| Southampton         | 1 - 0 (enlace roto disponible en Internet Archive; véase el historial, la primera versión y la última). | Crystal Palace       | St Mary's Stadium   | 3 de marzo | 19:45 |
| Queens Park Rangers | 1 - 2 Archivado el 12 de marzo de 2015 en Wayback Machine.                                              | Arsenal              | Loftus Road Stadium | 4 de marzo | 19:45 |
| West Ham United     | 0 - 1 Archivado el 3 de marzo de 2015 en Wayback Machine.                                               | Chelsea              | Boleyn Ground       | 4 de marzo | 19:45 |
| Manchester City     | 2 - 0 Archivado el 5 de marzo de 2015 en Wayback Machine.                                               | Leicester City       | Etihad Stadium      | 4 de marzo | 19:45 |
| Newcastle United    | 0 - 1 Archivado el 3 de marzo de 2015 en Wayback Machine.                                               | Manchester United    | St James' Park      | 4 de marzo | 19:45 |
| Stoke City          | 2 - 0 Archivado el 6 de marzo de 2015 en Wayback Machine.                                               | Everton              | Britannia Stadium   | 4 de marzo | 19:45 |
| Tottenham Hotspur   | 3 - 2 (enlace roto disponible en Internet Archive; véase el historial, la primera versión y la última). | Swansea City         | White Hart Lane     | 4 de marzo | 19:45 |
| Liverpool           | 2 - 0 Archivado el 3 de marzo de 2015 en Wayback Machine.                                               | Burnley              | Anfield             | 4 de marzo | 20:00 |

| Crystal Palace       | 3 - 1 Archivado el 15 de marzo de 2015 en Wayback Machine.                                              | Queens Park Rangers | Selhurst Park      | 14 de marzo | 12:45 |
| Arsenal              | 3 - 0 Archivado el 15 de marzo de 2015 en Wayback Machine.                                              | West Ham United     | Emirates Stadium   | 14 de marzo | 15:00 |
| Leicester City       | 0 - 0 Archivado el 15 de marzo de 2015 en Wayback Machine.                                              | Hull City           | King Power Stadium | 14 de marzo | 15:00 |
| Sunderland           | 0 - 4 Archivado el 15 de marzo de 2015 en Wayback Machine.                                              | Aston Villa         | Stadium of Light   | 14 de marzo | 15:00 |
| West Bromwich Albion | 1 - 0 Archivado el 15 de marzo de 2015 en Wayback Machine.                                              | Stoke City          | The Hawthorns      | 14 de marzo | 15:00 |
| Burnley              | 1 - 0 Archivado el 15 de marzo de 2015 en Wayback Machine.                                              | Manchester City     | Turf Moor          | 14 de marzo | 17:30 |
| Chelsea              | 1 - 1 Archivado el 15 de marzo de 2015 en Wayback Machine.                                              | Southampton         | Stamford Bridge    | 15 de marzo | 13:30 |
| Everton              | 3 - 0 Archivado el 15 de marzo de 2015 en Wayback Machine.                                              | Newcastle United    | Goodison Park      | 15 de marzo | 16:00 |
| Manchester United    | 3 - 0 (enlace roto disponible en Internet Archive; véase el historial, la primera versión y la última). | Tottenham Hotspur   | Old Trafford       | 15 de marzo | 16:00 |
| Swansea City         | 0 - 1 Archivado el 15 de marzo de 2015 en Wayback Machine.                                              | Liverpool           | Liberty Stadium    | 16 de marzo | 20:00 |

| Manchester City     | 3 - 0 Archivado el 22 de marzo de 2015 en Wayback Machine.                                              | West Bromwich Albion | Etihad Stadium      | 21 de marzo | 12:45 |
| Aston Villa         | 0 - 1 Archivado el 23 de marzo de 2015 en Wayback Machine.                                              | Swansea City         | Villa Park          | 21 de marzo | 15:00 |
| Newcastle United    | 1 - 2 Archivado el 21 de marzo de 2015 en Wayback Machine.                                              | Arsenal              | St James' Park      | 21 de marzo | 15:00 |
| Southampton         | 2 - 0 Archivado el 24 de marzo de 2015 en Wayback Machine.                                              | Burnley              | St Mary's Stadium   | 21 de marzo | 15:00 |
| Tottenham Hotspur   | 4 - 3 (enlace roto disponible en Internet Archive; véase el historial, la primera versión y la última). | Leicester City       | White Hart Lane     | 21 de marzo | 15:00 |
| Stoke City          | 1 - 2 Archivado el 25 de marzo de 2015 en Wayback Machine.                                              | Crystal Palace       | Britannia Stadium   | 21 de marzo | 15:00 |
| West Ham United     | 1 - 0 Archivado el 15 de marzo de 2015 en Wayback Machine.                                              | Sunderland           | Boleyn Ground       | 21 de marzo | 17:30 |
| Liverpool           | 1 - 2 Archivado el 15 de marzo de 2015 en Wayback Machine.                                              | Manchester United    | Anfield             | 22 de marzo | 13:30 |
| Hull City           | 2 - 3 Archivado el 25 de marzo de 2015 en Wayback Machine.                                              | Chelsea              | KC Stadium          | 22 de marzo | 16:00 |
| Queens Park Rangers | 1 - 2 Archivado el 25 de marzo de 2015 en Wayback Machine.                                              | Everton              | Loftus Road Stadium | 22 de marzo | 16:00 |

| Arsenal              | 4 - 1 Archivado el 15 de marzo de 2015 en Wayback Machine.                                              | Liverpool           | Emirates Stadium   | 4 de abril | 12:45 |
| Everton              | 1 - 0 Archivado el 24 de marzo de 2015 en Wayback Machine.                                              | Southampton         | Goodison Park      | 4 de abril | 15:00 |
| Leicester City       | 2 - 1 Archivado el 15 de marzo de 2015 en Wayback Machine.                                              | West Ham United     | King Power Stadium | 4 de abril | 15:00 |
| Manchester United    | 3 - 1 Archivado el 25 de marzo de 2015 en Wayback Machine.                                              | Aston Villa         | Old Trafford       | 4 de abril | 15:00 |
| Swansea City         | 3 - 1 Archivado el 15 de marzo de 2015 en Wayback Machine.                                              | Hull City           | Liberty Stadium    | 4 de abril | 15:00 |
| West Bromwich Albion | 1 - 4 Archivado el 25 de marzo de 2015 en Wayback Machine.                                              | Queens Park Rangers | The Hawthorns      | 4 de abril | 15:00 |
| Chelsea              | 2 - 1 Archivado el 20 de marzo de 2015 en Wayback Machine.                                              | Stoke City          | Stamford Bridge    | 4 de abril | 17:30 |
| Burnley              | 0 - 0 (enlace roto disponible en Internet Archive; véase el historial, la primera versión y la última). | Tottenham Hotspur   | Turf Moor          | 5 de abril | 13:30 |
| Sunderland           | 1 - 0 Archivado el 26 de marzo de 2015 en Wayback Machine.                                              | Newcastle United    | Stadium of Light   | 5 de abril | 16:00 |
| Crystal Palace       | 2 - 1 Archivado el 29 de marzo de 2015 en Wayback Machine.                                              | Manchester City     | Selhurst Park      | 6 de abril | 20:00 |

| Swansea City         | 1 - 1 Archivado el 22 de marzo de 2015 en Wayback Machine.                                              | Everton          | Liberty Stadium     | 11 de abril | 12:45 |
| Southampton          | 2 - 0 Archivado el 8 de marzo de 2015 en Wayback Machine.                                               | Hull City        | St Mary's Stadium   | 11 de abril | 15:00 |
| Tottenham Hotspur    | 0 - 1 (enlace roto disponible en Internet Archive; véase el historial, la primera versión y la última). | Aston Villa      | White Hart Lane     | 11 de abril | 15:00 |
| Sunderland           | 1 - 4 Archivado el 22 de marzo de 2015 en Wayback Machine.                                              | Crystal Palace   | Stadium of Light    | 11 de abril | 15:00 |
| West Bromwich Albion | 2 - 3 Archivado el 22 de marzo de 2015 en Wayback Machine.                                              | Leicester City   | The Hawthorns       | 11 de abril | 15:00 |
| West Ham United      | 1 - 1 Archivado el 22 de marzo de 2015 en Wayback Machine.                                              | Stoke City       | Boleyn Ground       | 11 de abril | 15:00 |
| Burnley              | 0 - 1 Archivado el 24 de marzo de 2015 en Wayback Machine.                                              | Arsenal          | Turf Moor           | 11 de abril | 17:30 |
| Queens Park Rangers  | 0 - 1 Archivado el 5 de marzo de 2015 en Wayback Machine.                                               | Chelsea          | Loftus Road Stadium | 12 de abril | 13:30 |
| Manchester United    | 4 - 2 Archivado el 19 de marzo de 2016 en Wayback Machine.                                              | Manchester City  | Old Trafford        | 12 de abril | 16:00 |
| Liverpool            | 2 - 0 Archivado el 6 de abril de 2015 en Wayback Machine.                                               | Newcastle United | Anfield             | 13 de abril | 20:00 |

| Aston Villa      | 3 - 3 Archivado el 9 de abril de 2015 en Wayback Machine.                                               | Queens Park Rangers  | Villa Park         | 7 de abril  | 19:45 |
| Crystal Palace   | 0 - 2 Archivado el 6 de abril de 2015 en Wayback Machine.                                               | West Bromwich Albion | Selhurst Park      | 18 de abril | 15:00 |
| Everton          | 1 - 0 Archivado el 6 de abril de 2015 en Wayback Machine.                                               | Burnley              | Goodison Park      | 18 de abril | 15:00 |
| Leicester City   | 2 - 0 Archivado el 6 de abril de 2015 en Wayback Machine.                                               | Swansea City         | King Power Stadium | 18 de abril | 15:00 |
| Stoke City       | 2 - 1 Archivado el 6 de abril de 2015 en Wayback Machine.                                               | Southampton          | Britannia Stadium  | 18 de abril | 15:00 |
| Chelsea          | 1 - 0 Archivado el 27 de marzo de 2015 en Wayback Machine.                                              | Manchester United    | Stamford Bridge    | 18 de abril | 17:30 |
| Manchester City  | 2 - 0 Archivado el 6 de abril de 2015 en Wayback Machine.                                               | West Ham United      | Etihad Stadium     | 19 de abril | 13:30 |
| Newcastle United | 1 - 3 (enlace roto disponible en Internet Archive; véase el historial, la primera versión y la última). | Tottenham Hotspur    | St James' Park     | 19 de abril | 16:00 |
| Hull City        | 1 - 0 (enlace roto disponible en Internet Archive; véase el historial, la primera versión y la última). | Liverpool            | KC Stadium         | 28 de abril | 19:45 |
| Arsenal          | 0 - 0 Archivado el 8 de mayo de 2015 en Wayback Machine.                                                | Sunderland           | Emirates Stadium   | 20 de mayo  | 19:45 |

| Southampton          | 2 - 2 (enlace roto disponible en Internet Archive; véase el historial, la primera versión y la última). | Tottenham Hotspur | St Mary's Stadium   | 25 de abril | 12:45 |
| Burnley              | 0 - 1 Archivado el 27 de abril de 2015 en Wayback Machine.                                              | Leicester City    | Turf Moor           | 25 de abril | 15:00 |
| Crystal Palace       | 0 - 2 Archivado el 26 de abril de 2015 en Wayback Machine.                                              | Hull City         | Selhurst Park       | 25 de abril | 15:00 |
| Newcastle United     | 2 - 3 Archivado el 27 de abril de 2015 en Wayback Machine.                                              | Swansea City      | St James' Park      | 25 de abril | 15:00 |
| Queens Park Rangers  | 0 - 0 Archivado el 25 de abril de 2015 en Wayback Machine.                                              | West Ham United   | Loftus Road Stadium | 25 de abril | 15:00 |
| Stoke City           | 1 - 1 Archivado el 27 de abril de 2015 en Wayback Machine.                                              | Sunderland        | Britannia Stadium   | 25 de abril | 15:00 |
| West Bromwich Albion | 0 - 0 Archivado el 27 de abril de 2015 en Wayback Machine.                                              | Liverpool         | The Hawthorns       | 25 de abril | 15:00 |
| Manchester City      | 3 - 2 Archivado el 2 de marzo de 2015 en Wayback Machine.                                               | Aston Villa       | Etihad Stadium      | 25 de abril | 17:30 |
| Everton              | 3 - 0 Archivado el 21 de abril de 2015 en Wayback Machine.                                              | Manchester United | Goodison Park       | 26 de abril | 13:30 |
| Arsenal              | 0 - 0 Archivado el 27 de marzo de 2015 en Wayback Machine.                                              | Chelsea           | Emirates Stadium    | 26 de abril | 16:00 |

| Leicester City    | 3 - 0 Archivado el 2 de mayo de 2015 en Wayback Machine.                                                | Newcastle United     | King Power Stadium | 2 de mayo | 12:45 |
| Aston Villa       | 3 - 2 Archivado el 2 de mayo de 2015 en Wayback Machine.                                                | Everton              | Villa Park         | 2 de mayo | 15:00 |
| Liverpool         | 2 - 1 Archivado el 3 de mayo de 2015 en Wayback Machine.                                                | Queens Park Rangers  | Anfield            | 2 de mayo | 15:00 |
| Sunderland        | 2 - 1 Archivado el 5 de mayo de 2015 en Wayback Machine.                                                | Southampton          | Stadium of Light   | 2 de mayo | 15:00 |
| Swansea City      | 2 - 0 Archivado el 5 de mayo de 2015 en Wayback Machine.                                                | Stoke City           | Liberty Stadium    | 2 de mayo | 15:00 |
| West Ham United   | 1 - 0 Archivado el 5 de mayo de 2015 en Wayback Machine.                                                | Burnley              | Boleyn Ground      | 2 de mayo | 15:00 |
| Manchester United | 0 - 1 Archivado el 29 de abril de 2015 en Wayback Machine.                                              | West Bromwich Albion | Old Trafford       | 2 de mayo | 17:30 |
| Chelsea (C)       | 1 - 0 Archivado el 10 de mayo de 2015 en Wayback Machine.                                               | Crystal Palace       | Stamford Bridge    | 3 de mayo | 13:30 |
| Tottenham Hotspur | 0 - 1 (enlace roto disponible en Internet Archive; véase el historial, la primera versión y la última). | Manchester City      | White Hart Lane    | 3 de mayo | 16:00 |
| Hull City         | 1 - 3 Archivado el 28 de abril de 2015 en Wayback Machine.                                              | Arsenal              | KC Stadium         | 4 de mayo | 20:00 |

| Everton          | 0 - 2 Archivado el 23 de abril de 2015 en Wayback Machine.                                              | Sunderland           | Goodison Park      | 9 de mayo  | 12:45 |
| Aston Villa      | 1 - 0 Archivado el 8 de mayo de 2015 en Wayback Machine.                                                | West Ham United      | Villa Park         | 9 de mayo  | 15:00 |
| Hull City        | 0 - 1 Archivado el 8 de mayo de 2015 en Wayback Machine.                                                | Burnley              | KC Stadium         | 9 de mayo  | 15:00 |
| Leicester City   | 2 - 0 Archivado el 10 de mayo de 2015 en Wayback Machine.                                               | Southampton          | King Power Stadium | 9 de mayo  | 15:00 |
| Newcastle United | 1 - 1 Archivado el 8 de mayo de 2015 en Wayback Machine.                                                | West Bromwich Albion | St James' Park     | 9 de mayo  | 15:00 |
| Stoke City       | 3 - 0 (enlace roto disponible en Internet Archive; véase el historial, la primera versión y la última). | Tottenham Hotspur    | Britannia Stadium  | 9 de mayo  | 15:00 |
| Crystal Palace   | 1 - 2 Archivado el 8 de mayo de 2015 en Wayback Machine.                                                | Manchester United    | Selhurst Park      | 9 de mayo  | 17:30 |
| Manchester City  | 6 - 0 Archivado el 12 de mayo de 2015 en Wayback Machine.                                               | Queens Park Rangers  | Etihad Stadium     | 10 de mayo | 13:30 |
| Chelsea          | 1 - 1 Archivado el 7 de mayo de 2015 en Wayback Machine.                                                | Liverpool            | Stamford Bridge    | 10 de mayo | 16:00 |
| Arsenal          | 0 - 1 Archivado el 9 de mayo de 2015 en Wayback Machine.                                                | Swansea City         | Emirates Stadium   | 11 de mayo | 20:00 |

| Southampton          | 6 - 1 Archivado el 14 de mayo de 2015 en Wayback Machine.                                               | Aston Villa      | St Mary's Stadium   | 16 de mayo | 12:45 |
| Burnley              | 0 - 0 Archivado el 19 de mayo de 2015 en Wayback Machine.                                               | Stoke City       | Turf Moor           | 16 de mayo | 15:00 |
| Queens Park Rangers  | 2 - 1 Archivado el 15 de mayo de 2015 en Wayback Machine.                                               | Newcastle United | Loftus Road Stadium | 16 de mayo | 15:00 |
| Tottenham Hotspur    | 2 - 0 (enlace roto disponible en Internet Archive; véase el historial, la primera versión y la última). | Hull City        | White Hart Lane     | 16 de mayo | 15:00 |
| Sunderland           | 0 - 0 Archivado el 15 de mayo de 2015 en Wayback Machine.                                               | Leicester City   | Stadium of Light    | 16 de mayo | 15:00 |
| West Ham United      | 1 - 2 Archivado el 18 de mayo de 2015 en Wayback Machine.                                               | Everton          | Boleyn Ground       | 16 de mayo | 15:00 |
| Liverpool            | 1 - 3 (enlace roto disponible en Internet Archive; véase el historial, la primera versión y la última). | Crystal Palace   | Anfield             | 16 de mayo | 17:30 |
| Swansea City         | 2 - 4 Archivado el 14 de mayo de 2015 en Wayback Machine.                                               | Manchester City  | Liberty Stadium     | 17 de mayo | 13:30 |
| Manchester United    | 1 - 1 Archivado el 5 de junio de 2015 en Wayback Machine.                                               | Arsenal          | Old Trafford        | 17 de mayo | 16:00 |
| West Bromwich Albion | 3 - 0 Archivado el 20 de mayo de 2015 en Wayback Machine.                                               | Chelsea          | The Hawthorns       | 18 de mayo | 20:00 |

| Arsenal          | 4 - 1 Archivado el 24 de mayo de 2015 en Wayback Machine.                                               | West Bromwich Albion | Emirates Stadium   | 24 de mayo | 15:00 |
| Aston Villa      | 0 - 1 Archivado el 26 de mayo de 2015 en Wayback Machine.                                               | Burnley              | Villa Park         | 24 de mayo | 15:00 |
| Chelsea          | 3 - 1 Archivado el 20 de mayo de 2015 en Wayback Machine.                                               | Sunderland           | Stamford Bridge    | 24 de mayo | 15:00 |
| Crystal Palace   | 1 - 0 Archivado el 26 de mayo de 2015 en Wayback Machine.                                               | Swansea City         | Selhurst Park      | 24 de mayo | 15:00 |
| Everton          | 0 - 1 (enlace roto disponible en Internet Archive; véase el historial, la primera versión y la última). | Tottenham Hotspur    | Goodison Park      | 24 de mayo | 15:00 |
| Hull City        | 0 - 0 Archivado el 23 de mayo de 2015 en Wayback Machine.                                               | Manchester United    | KC Stadium         | 24 de mayo | 15:00 |
| Leicester City   | 5 - 1 Archivado el 26 de mayo de 2015 en Wayback Machine.                                               | Queens Park Rangers  | King Power Stadium | 24 de mayo | 15:00 |
| Manchester City  | 2 - 0 Archivado el 5 de junio de 2015 en Wayback Machine.                                               | Southampton          | Etihad Stadium     | 24 de mayo | 15:00 |
| Newcastle United | 2 - 0 Archivado el 22 de mayo de 2015 en Wayback Machine.                                               | West Ham United      | St James' Park     | 24 de mayo | 15:00 |
| Stoke City       | 6 - 1 Archivado el 5 de junio de 2015 en Wayback Machine.                                               | Liverpool            | Britannia Stadium  | 24 de mayo | 15:00 |

## Estadísticas
| Sergio Agüero                            | Manchester City      | 26 | 33 | 0.79 |
| Harry Kane                               | Tottenham Hotspur    | 21 | 34 | 0.62 |
| Diego Costa                              | Chelsea              | 20 | 26 | 0.77 |
| Charlie Austin                           | Queens Park Rangers  | 18 | 35 | 0.51 |
| Alexis Sánchez                           | Arsenal              | 16 | 35 | 0.46 |
| Olivier Giroud                           | Arsenal              | 14 | 27 | 0.52 |
| Saido Berahino                           | West Bromwich Albion | 14 | 38 | 0.37 |
| Eden Hazard                              | Chelsea              | 14 | 38 | 0.37 |
| Christian Benteke                        | Aston Villa          | 13 | 29 | 0.45 |
| David Silva                              | Manchester City      | 12 | 32 | 0.38 |
| Wayne Rooney                             | Manchester United    | 12 | 33 | 0.36 |
| Graziano Pellè                           | Southampton          | 12 | 38 | 0.32 |
| Papiss Cissé                             | Newcastle United     | 11 | 22 | 0.5  |
| Wilfried Bony                            | Manchester City      | 11 | 30 | 0.37 |
| Mame Diouf                               | Stoke City           | 11 | 34 | 0.32 |
| Nacer Chadli                             | Tottenham Hotspur    | 11 | 35 | 0.31 |
| Danny Ings                               | Burnley              | 11 | 35 | 0.31 |
| Leonardo Ulloa                           | Leicester City       | 11 | 37 | 0.3  |
| Última actualización: 24 de mayo de 2015 |                      |    |    |      |

| Jugador             | Equipo              | Autogoles |
| ------------------- | ------------------- | --------- |
| Wes Morgan          | Leicester City      | 2         |
| Tyler Blackett      | Manchester United   | 1         |
| Liam Bridcutt       | Sunderland          | 1         |
| Wes Brown           | Sunderland          | 1         |
| Esteban Cambiasso   | Leicester City      | 1         |
| Steven Caulker      | Queens Park Rangers | 1         |
| Aly Cissokho        | Aston Villa         | 1         |
| Séamus Coleman      | Everton             | 1         |
| James Collins       | West Ham United     | 1         |
| Martín Demichelis   | Manchester City     | 1         |
| Michael Duff        | Burnley             | 1         |
| Paul Dummett        | Newcastle United    | 1         |
| Richard Dunne       | Queens Park Rangers | 1         |
| Steven Gerrard      | Liverpool           | 1         |
| Kieran Gibbs        | Arsenal             | 1         |
| Tom Heaton          | Burnley             | 1         |
| Harry Kane          | Tottenham Hotspur   | 1         |
| Romelu Lukaku       | Everton             | 1         |
| Eliaquim Mangala    | Manchester City     | 1         |
| Simon Mignolet      | Liverpool           | 1         |
| Mark Noble          | West Ham United     | 1         |
| Nedum Onuoha        | Queens Park Rangers | 1         |
| John O'Shea         | Sunderland          | 1         |
| Jeff Schlupp        | Leicester City      | 1         |
| Jason Shackell      | Burnley             | 1         |
| Jonjo Shelvey       | Swansea City        | 1         |
| John Terry          | Chelsea             | 1         |
| Kieran Trippier     | Burnley             | 1         |
| Matthew Upson       | Leicester City      | 1         |
| Patrick van Aanholt | Sunderland          | 1         |
| Santiago Vergini    | Sunderland          | 1         |
| Pablo Zabaleta      | Manchester City     | 1         |

| Cesc Fàbregas                            | Chelsea              | 18 | 34 |
| Santi Cazorla                            | Arsenal              | 11 | 37 |
| Ángel Di María                           | Manchester United    | 10 | 27 |
| Jefferson Montero                        | Swansea City         | 10 | 30 |
| Gylfi Sigurðsson                         | Swansea City         | 10 | 32 |
| Chris Brunt                              | West Bromwich Albion | 10 | 34 |
| Leighton Baines                          | Everton              | 9  | 31 |
| Jordan Henderson                         | Liverpool            | 9  | 37 |
| Eden Hazard                              | Chelsea              | 9  | 38 |
| Matt Phillips                            | Queens Park Rangers  | 8  | 25 |
| Oscar                                    | Chelsea              | 8  | 28 |
| Sergio Agüero                            | Manchester City      | 8  | 33 |
| Jamie Vardy                              | Leicester City       | 8  | 34 |
| Jesús Navas                              | Manchester City      | 8  | 35 |
| Alexis Sánchez                           | Arsenal              | 8  | 35 |
| Stewart Downing                          | West Ham United      | 8  | 37 |
| Última actualización: 24 de mayo de 2015 |                      |    |    |

## Premios

### Premios mensuales
| Mes        | Técnico del mes   | Técnico del mes      | Jugador del mes   | Jugador del mes     | Ref.   |
| Mes        | Técnico           | Equipo               | Jugador           | Equipo              | Ref.   |
| ---------- | ----------------- | -------------------- | ----------------- | ------------------- | ------ |
| Agosto     | Garry Monk        | Swansea              | Diego Costa       | Chelsea             | [ 42 ] |
| Septiembre | Ronald Koeman     | Southampton          | Graziano Pellè    | Southampton         | [ 43 ] |
| Octubre    | Sam Allardyce     | West Ham United      | Diafra Sakho      | West Ham United     | [ 44 ] |
| Noviembre  | Alan Pardew       | Newcastle United     | Sergio Agüero     | Manchester City     | [ 45 ] |
| Diciembre  | Manuel Pellegrini | Manchester City      | Charlie Austin    | Queens Park Rangers | [ 46 ] |
| Enero      | Ronald Koeman     | Southampton          | Harry Kane        | Tottenham Hotspur   | [ 47 ] |
| Febrero    | Tony Pulis        | West Bromwich Albion | Harry Kane        | Tottenham Hotspur   | [ 48 ] |
| Marzo      | Arsène Wenger     | Arsenal              | Olivier Giroud    | Arsenal             | [ 49 ] |
| Abril      | Nigel Pearson     | Leicester City       | Christian Benteke | Aston Villa         | [ 50 ] |

### Premios anuales

#### Entrenador del Año de la Premier League
José Mourinho ganó el premio Entrenador del Año de la Premier League.

#### Jugador del Año de la Premier League
El premio Jugador del Año de la Premier League fue ganado por Eden Hazard.

## Fichajes

### Fichajes más caros del mercado verano

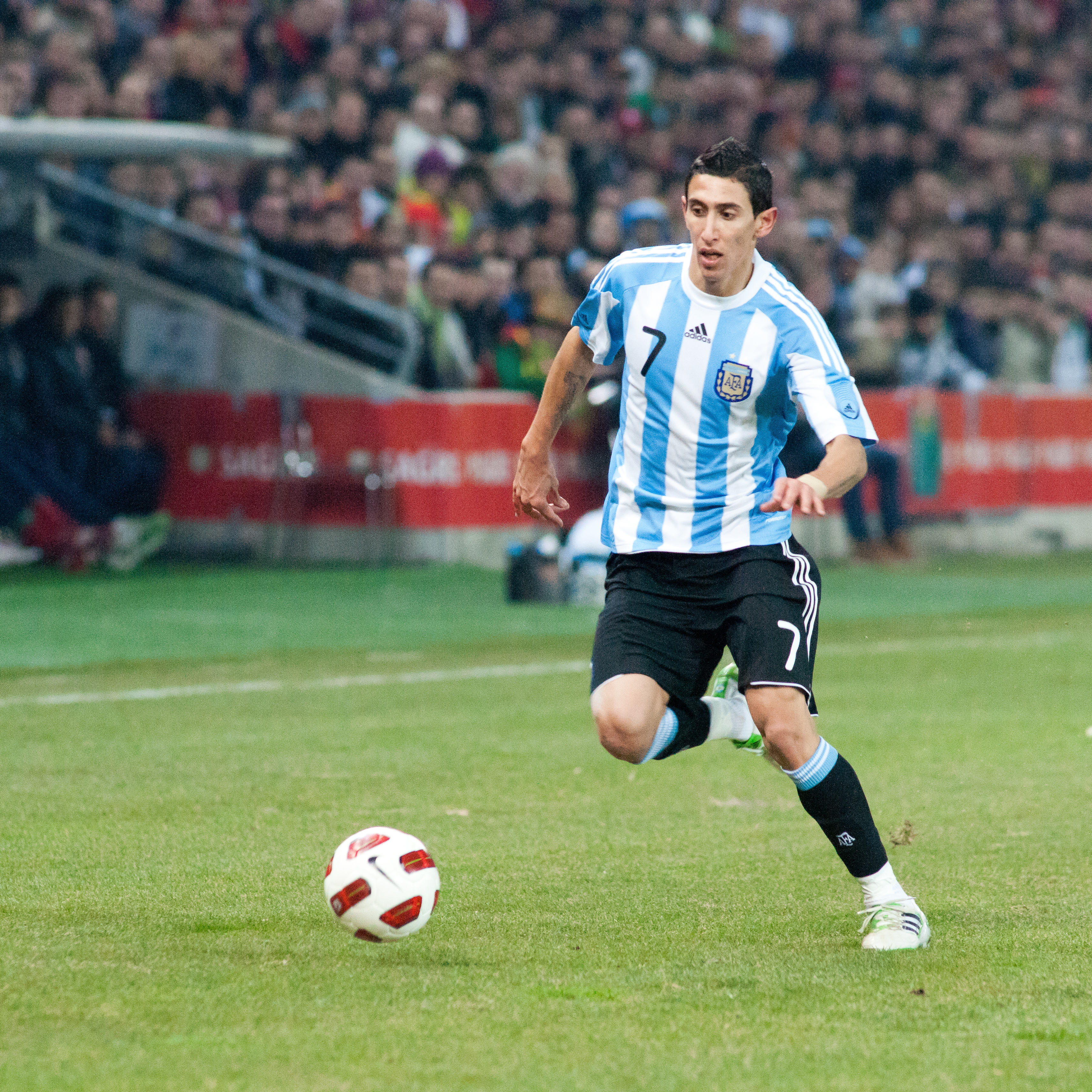
Ángel Di María llegó al Manchester United por 75 millones de euros, siendo la compra más cara en ese entonces de la historia de la Premier League.

| Pos. | Jugador          | Club de destino   | Club de origen     | Precio (€) | Ref.   |
| ---- | ---------------- | ----------------- | ------------------ | ---------- | ------ |
| 1.º  | Ángel Di María   | Manchester United | Real Madrid        | 75.000.000 | [ 52 ] |
| 2.º  | Diego Costa      | Chelsea           | Atlético de Madrid | 40.000.000 | [ 54 ] |
| 3.º  | Eliaquim Mangala | Manchester City   | Porto              | 39.870.000 | [ 55 ] |
| 4.º  | Alexis Sánchez   | Arsenal           | Barcelona          | 37.800.000 | [ 56 ] |
| 5.º  | Luke Shaw        | Manchester United | Southampton        | 37.500.000 | [ 57 ] |
| 6.º  | Ander Herrera    | Manchester United | Athletic Club      | 36.000.000 | [ 58 ] |
| 7.º  | Romelu Lukaku    | Everton           | Chelsea            | 35.000.000 | [ 59 ] |
| 8.º  | Cesc Fàbregas    | Chelsea           | Barcelona          | 33.000.000 | [ 60 ] |
| 9.º  | Adam Lallana     | Liverpool         | Southampton        | 31.000.000 | [ 61 ] |
| 10.º | Dejan Lovren     | Liverpool         | Southampton        | 25.000.000 | [ 62 ] |

## Datos y más estadísticas

### Récords de goles
- Primer gol de la temporada: Anotado por Ki Sung-Yueng, por el Swansea City ante el Manchester United (16 de agosto de 2014).[63][64]
- Último gol de la temporada: Anotado por Loïc Rémy, por el Chelsea ante el Sunderland (24 de mayo de 2015).
- Gol más rápido: Anotado a los 19 segundos por Peter Crouch en el Stoke City 3 – 2 Arsenal (6 de diciembre de 2014).[65]
- Gol más cercano al final del encuentro: Anotado en el minuto 97 por Martin Škrtel en el Liverpool 2 – 2 Arsenal (21 de diciembre de 2014).[66]

#### Tripletas o pókers
Aquí se encuentra la lista de tripletas o hat-tricks y póker de goles (en general, tres o más goles anotados por un jugador en un mismo encuentro) convertidos en la temporada.
| Fecha      | Jugador           | Goles                         | Local               | Resultado | Visitante            | Jornada    |
| ---------- | ----------------- | ----------------------------- | ------------------- | --------- | -------------------- | ---------- |
| 13/9/2014  | Diego Costa       | 45' · 56' · 67'               | Chelsea             | 4 – 2     | Swansea City         | Jornada 4  |
| 18/10/2014 | Sergio Agüero     | 13' · 20' (P) · 68' (P) · 75' | Manchester City     | 4 – 1     | Tottenham Hotspur    | Jornada 8  |
| 20/12/2014 | Charlie Austin    | 24' (P)' · 48' · 86'          | Queens Park Rangers | 3 – 2     | West Bromwich Albion | Jornada 17 |
| 31/1/2015  | Jonathan Walters  | 21' · 34' · 90+2'             | Stoke City          | 3 – 1     | Queens Park Rangers  | Jornada 23 |
| 21/3/2015  | Harry Kane        | 6' · 13' · 64'                | Tottenham Hotspur   | 4 – 3     | Leicester City       | Jornada 30 |
| 7/4/2015   | Christian Benteke | 10' · 33' · 83'               | Aston Villa         | 3 – 3     | Queens Park Rangers  | Jornada 33 |
| 11/4/2015  | Yannick Bolasie   | 51' · 53' · 62'               | Sunderland          | 1 – 4     | Crystal Palace       | Jornada 32 |
| 10/5/2015  | Sergio Agüero     | 4' · 50' · 65' (P)            | Manchester City     | 6 – 0     | Queens Park Rangers  | Jornada 36 |
| 16/5/2015  | Sadio Mané        | 13' · 14' · 16'               | Southampton         | 6 – 1     | Aston Villa          | Jornada 37 |
| 24/5/2015  | Theo Walcott      | 4' · 14' · 37'                | Arsenal             | 4 – 1     | West Bromwich Albion | Jornada 38 |